# Bahnstrecke Stuttgart–Horb
| Streckennummer (DB): | 4860 4861 (S-Bahn-Gleise Stuttgart-Österfeld –Stuttgart-Rohr) |                                                                       |                                                                       |
| Kursbuchstrecke (DB): | 740 790.1 (Stuttgart-Österfeld–Herrenberg)                    |                                                                       |                                                                       |
| Kursbuchstrecke: | 307 (1946) 327b (Stuttgart Hbf – Böblingen 1946)              |                                                                       |                                                                       |
| Streckenlänge: | 67,227 km                                                     |                                                                       |                                                                       |
| Spurweite: | 1435 mm (Normalspur)                                          |                                                                       |                                                                       |
| Streckenklasse: | D4                                                            |                                                                       |                                                                       |
| Stromsystem: | 15 kV 16,7 Hz ~                                               |                                                                       |                                                                       |
| Minimaler Radius: | 315 m                                                         |                                                                       |                                                                       |
| Streckengeschwindigkeit: | 160 km/h                                                      |                                                                       |                                                                       |
| Zugbeeinflussung: | PZB                                                           |                                                                       |                                                                       |
| Zweigleisigkeit: | durchgehend                                                   |                                                                       |                                                                       |
| |                                                               |                                                                       |                                                                       |
| \| \| 0,000 \| Stuttgart Hbf (bis 1922) \| Stuttgart Hbf (bis 1922) \| \| \| 0,138 \| Stuttgart Hbf (seit 1922) \| 247 m \| \| \| \| Verbindungsbahn von Stuttgart-Vaihingen \| \| \| \| \| nach Neu-Ulm \| \| \| \| \| nach Bietigheim-Bissingen \| \| \| \| 2,758 \| Viadukt über den alten Nordbahnhof (167 m) \| Viadukt über den alten Nordbahnhof (167 m) \| \| \| 3,335 \| Güterverbindungskurve von Stuttgart Pragtunnel \| Güterverbindungskurve von Stuttgart Pragtunnel \| \| \| \| (alte Trassierung bis 1922) \| \| \| \| 4,485 \| Kriegsbergtunnel (579 m) \| Kriegsbergtunnel (579 m) \| \| \| 8,571 \| Stuttgart West (PV bis 29. September 1985) \| 370 m \| \| \| \| Verbindungsbahn \| \| \| \| 8,923 \| Hasenbergtunnel (258 m) \| Hasenbergtunnel (258 m) \| \| \| 9,400 \| Stuttgart-Heslach (bis 29. Mai 1960) \| Stuttgart-Heslach (bis 29. Mai 1960) \| \| \| 11,100 \| Wildpark (1896 bis 28. Mai 1961) \| Wildpark (1896 bis 28. Mai 1961) \| \| \| 13,023 \| Stuttgart-Dachswald (Üst) \| Stuttgart-Dachswald (Üst) \| \| \| \| Verbindungsbahn von Stuttgart Hbf (tief) \| \| \| \| 14,134 \| Stuttgart-Österfeld (nur Verbindungsbahn) \| Stuttgart-Österfeld (nur Verbindungsbahn) \| \| \| 14,700 \| Nesenbachviadukt (111 m) \| Nesenbachviadukt (111 m) \| \| \| \| Stadtbahn Stuttgart \| \| \| \| \| ehem. von Stuttgart-Möhringen \| \| \| \| 15,589 \| Stuttgart-Vaihingen \| 438 m \| \| \| 16,761 \| Stuttgart-Rohr (seit 1906) \| Stuttgart-Rohr (seit 1906) \| \| \| \| nach Filderstadt \| \| \| \| 17,617 \| Berghautunnel (200 m) \| Berghautunnel (200 m) \| \| \| 17,960 \| Stuttgart Berghau (Üst) \| Stuttgart Berghau (Üst) \| \| \| 20,000 \| ehem. Kaufwaldtunnel (150 m, bis 1958/59) \| ehem. Kaufwaldtunnel (150 m, bis 1958/59) \| \| \| 20,600 \| Mönchsbrunnen \| Mönchsbrunnen \| \| \| \| vom Pfaffensteigtunnel (geplant) \| \| \| \| \| Böblingen Mönchsbrunnen (Abzw, geplant) \| \| \| \| 24,465 \| Böblingen Goldberg (seit 1982) \| Böblingen Goldberg (seit 1982) \| \| \| \| von Renningen \| \| \| \| 25,941 \| Böblingen \| 437 m \| \| \| \| nach Dettenhausen \| \| \| \| \| Güterverkehr zum Industriegebiet Hulb \| \| \| \| 27,833 \| Böblingen Hulb (seit 1990) \| Böblingen Hulb (seit 1990) \| \| \| 31,178 \| Ehningen (b Böblingen) \| Ehningen (b Böblingen) \| \| \| 32,201 \| Würm (91 m) \| Würm (91 m) \| \| \| 34,769 \| Gärtringen \| Gärtringen \| \| \| 37,627 \| Nufringen \| Nufringen \| \| \| 41,589 \| Herrenberg \| 431 m \| \| \| \| nach Tübingen Hbf \| \| \| \| 46,195 \| Gäufelden (ehemals Nebringen) \| Gäufelden (ehemals Nebringen) \| \| \| \| \| \| \| \| \| ehem. zum Nachtjägerflugplatz und KZ-Außenlager Hailfingen-Tailfingen \| \| \| \| \| \| \| \| \| 50,670 \| Bondorf (b Herrenberg) \| Bondorf (b Herrenberg) \| \| \| 54,799 \| Ergenzingen \| Ergenzingen \| \| \| 57,226 \| Eutingen im Gäu (seit 1933) \| 476 m \| \| \| \| nach Schiltach (seit 1933) \| \| \| \| \| von Eutingen im Gäu Em Nord \| \| \| \| 58,500 \| Eutingen (Württ) (bis 1933) \| Eutingen (Württ) (bis 1933) \| \| \| 58,900 \| Eutingen im Gäu Em Süd \| Eutingen im Gäu Em Süd \| \| \| 63,280 \| Mühlener Tunnel (309 m) \| Mühlener Tunnel (309 m) \| \| \| 66,900 \| Eisenbahnbrücke Horb am Neckar über den Neckar (148 m) \| Eisenbahnbrücke Horb am Neckar über den Neckar (148 m) \| \| \| \| von Plochingen \| \| \| \| 67,227 \| Horb \| 391 m \| \| \| \| nach Immendingen \| \| \| \| \| \| \| \| Quellen: [3][4][5] \| \| \| \| |                                                               |                                                                       |                                                                       |
| Kopfbahnhof Streckenanfang (Strecke außer Betrieb) | 0,000                                                         | Stuttgart Hbf (bis 1922)                                              | Stuttgart Hbf (bis 1922)                                              |
| Kopfbahnhof Streckenanfang · Strecke (außer Betrieb) | 0,138                                                         | Stuttgart Hbf (seit 1922)                                             | 247 m                                                                 |
| Abzweig geradeaus und von links · Strecke (außer Betrieb) |                                                               | Verbindungsbahn von Stuttgart-Vaihingen                               | Verbindungsbahn von Stuttgart-Vaihingen                               |
| Abzweig geradeaus und nach rechts · Abzweig geradeaus und nach rechts (Strecke außer Betrieb) |                                                               | nach Neu-Ulm                                                          | nach Neu-Ulm                                                          |
| Abzweig geradeaus und nach rechts · Strecke (außer Betrieb) |                                                               | nach Bietigheim-Bissingen                                             | nach Bietigheim-Bissingen                                             |
| Kreuzung geradeaus oben (Querstrecke außer Betrieb) · Abzweig geradeaus und nach rechts (Strecke außer Betrieb) | 2,758                                                         | Viadukt über den alten Nordbahnhof (167 m)                            | Viadukt über den alten Nordbahnhof (167 m)                            |
| Abzweig geradeaus und von rechts · Strecke (außer Betrieb) | 3,335                                                         | Güterverbindungskurve von Stuttgart Pragtunnel                        | Güterverbindungskurve von Stuttgart Pragtunnel                        |
| Verschwenkung nach links · Verschwenkung nach rechts (Strecke außer Betrieb) |                                                               | (alte Trassierung bis 1922)                                           | (alte Trassierung bis 1922)                                           |
| Tunnel | 4,485                                                         | Kriegsbergtunnel (579 m)                                              | Kriegsbergtunnel (579 m)                                              |
| Dienststation / Betriebs- oder Güterbahnhof | 8,571                                                         | Stuttgart West (PV bis 29. September 1985)                            | 370 m                                                                 |
| Kreuzung mit Tunnelstrecke |                                                               | Verbindungsbahn                                                       | Verbindungsbahn                                                       |
| Tunnel | 8,923                                                         | Hasenbergtunnel (258 m)                                               | Hasenbergtunnel (258 m)                                               |
| ehemaliger Haltepunkt / Haltestelle | 9,400                                                         | Stuttgart-Heslach (bis 29. Mai 1960)                                  | Stuttgart-Heslach (bis 29. Mai 1960)                                  |
| ehemaliger Haltepunkt / Haltestelle | 11,100                                                        | Wildpark (1896 bis 28. Mai 1961)                                      | Wildpark (1896 bis 28. Mai 1961)                                      |
| Blockstelle | 13,023                                                        | Stuttgart-Dachswald (Üst)                                             | Stuttgart-Dachswald (Üst)                                             |
| Abzweig geradeaus und von rechts |                                                               | Verbindungsbahn von Stuttgart Hbf (tief)                              | Verbindungsbahn von Stuttgart Hbf (tief)                              |
| Haltepunkt / Haltestelle | 14,134                                                        | Stuttgart-Österfeld (nur Verbindungsbahn)                             | Stuttgart-Österfeld (nur Verbindungsbahn)                             |
| Brücke über Wasserlauf | 14,700                                                        | Nesenbachviadukt (111 m)                                              | Nesenbachviadukt (111 m)                                              |
| Kreuzung mit U-Bahn geradeaus unten |                                                               | Stadtbahn Stuttgart                                                   | Stadtbahn Stuttgart                                                   |
| Abzweig geradeaus und ehemals von links |                                                               | ehem. von Stuttgart-Möhringen                                         | ehem. von Stuttgart-Möhringen                                         |
| Bahnhof | 15,589                                                        | Stuttgart-Vaihingen                                                   | 438 m                                                                 |
| Bahnhof | 16,761                                                        | Stuttgart-Rohr (seit 1906)                                            | Stuttgart-Rohr (seit 1906)                                            |
| Abzweig geradeaus und nach links |                                                               | nach Filderstadt                                                      | nach Filderstadt                                                      |
| Tunnel | 17,617                                                        | Berghautunnel (200 m)                                                 | Berghautunnel (200 m)                                                 |
| Blockstelle | 17,960                                                        | Stuttgart Berghau (Üst)                                               | Stuttgart Berghau (Üst)                                               |
| | 20,000                                                        | ehem. Kaufwaldtunnel (150 m, bis 1958/59)                             | ehem. Kaufwaldtunnel (150 m, bis 1958/59)                             |
| ehemaliger Haltepunkt / Haltestelle | 20,600                                                        | Mönchsbrunnen                                                         | Mönchsbrunnen                                                         |
| Abzweig geradeaus und ehemals von links |                                                               | vom Pfaffensteigtunnel (geplant)                                      | vom Pfaffensteigtunnel (geplant)                                      |
| ehemalige Blockstelle |                                                               | Böblingen Mönchsbrunnen (Abzw, geplant)                               | Böblingen Mönchsbrunnen (Abzw, geplant)                               |
| Haltepunkt / Haltestelle | 24,465                                                        | Böblingen Goldberg (seit 1982)                                        | Böblingen Goldberg (seit 1982)                                        |
| Abzweig geradeaus und von rechts |                                                               | von Renningen                                                         | von Renningen                                                         |
| Bahnhof | 25,941                                                        | Böblingen                                                             | 437 m                                                                 |
| Abzweig geradeaus und nach links |                                                               | nach Dettenhausen                                                     | nach Dettenhausen                                                     |
| Abzweig geradeaus und nach rechts |                                                               | Güterverkehr zum Industriegebiet Hulb                                 | Güterverkehr zum Industriegebiet Hulb                                 |
| Haltepunkt / Haltestelle | 27,833                                                        | Böblingen Hulb (seit 1990)                                            | Böblingen Hulb (seit 1990)                                            |
| Haltepunkt / Haltestelle | 31,178                                                        | Ehningen (b Böblingen)                                                | Ehningen (b Böblingen)                                                |
| Brücke über Wasserlauf | 32,201                                                        | Würm (91 m)                                                           | Würm (91 m)                                                           |
| Bahnhof | 34,769                                                        | Gärtringen                                                            | Gärtringen                                                            |
| Haltepunkt / Haltestelle | 37,627                                                        | Nufringen                                                             | Nufringen                                                             |
| Bahnhof | 41,589                                                        | Herrenberg                                                            | 431 m                                                                 |
| Abzweig geradeaus und nach links |                                                               | nach Tübingen Hbf                                                     | nach Tübingen Hbf                                                     |
| Haltepunkt / Haltestelle | 46,195                                                        | Gäufelden (ehemals Nebringen)                                         | Gäufelden (ehemals Nebringen)                                         |
| |                                                               |                                                                       |                                                                       |
| Abzweig geradeaus und ehemals nach links |                                                               | ehem. zum Nachtjägerflugplatz und KZ-Außenlager Hailfingen-Tailfingen | ehem. zum Nachtjägerflugplatz und KZ-Außenlager Hailfingen-Tailfingen |
| |                                                               |                                                                       |                                                                       |
| Bahnhof | 50,670                                                        | Bondorf (b Herrenberg)                                                | Bondorf (b Herrenberg)                                                |
| Haltepunkt / Haltestelle | 54,799                                                        | Ergenzingen                                                           | Ergenzingen                                                           |
| Bahnhof | 57,226                                                        | Eutingen im Gäu (seit 1933)                                           | 476 m                                                                 |
| Abzweig geradeaus und nach rechts |                                                               | nach Schiltach (seit 1933)                                            | nach Schiltach (seit 1933)                                            |
| Abzweig geradeaus und von rechts |                                                               | von Eutingen im Gäu Em Nord                                           | von Eutingen im Gäu Em Nord                                           |
| ehemaliger Bahnhof | 58,500                                                        | Eutingen (Württ) (bis 1933)                                           | Eutingen (Württ) (bis 1933)                                           |
| Blockstelle | 58,900                                                        | Eutingen im Gäu Em Süd                                                | Eutingen im Gäu Em Süd                                                |
| Tunnel | 63,280                                                        | Mühlener Tunnel (309 m)                                               | Mühlener Tunnel (309 m)                                               |
| Brücke über Wasserlauf | 66,900                                                        | Eisenbahnbrücke Horb am Neckar über den Neckar (148 m)                | Eisenbahnbrücke Horb am Neckar über den Neckar (148 m)                |
| Abzweig geradeaus und von links |                                                               | von Plochingen                                                        | von Plochingen                                                        |
| Bahnhof | 67,227                                                        | Horb                                                                  | 391 m                                                                 |
| Strecke |                                                               | nach Immendingen                                                      | nach Immendingen                                                      |
| |                                                               |                                                                       |                                                                       |
| Quellen: |                                                               |                                                                       |                                                                       |

Die Bahnstrecke Stuttgart–Horb ist eine 67,2 Kilometer lange Eisenbahnstrecke in Baden-Württemberg, die den Stuttgarter Hauptbahnhof mit Horb am Neckar verbindet und dabei durch das Korngäu führt. Die Strecke wurde in den Jahren 1874 bis 1879 von den Königlich Württembergischen Staats-Eisenbahnen eröffnet. Sie ist Teil der Gäubahn, die von Stuttgart aus ursprünglich nach Freudenstadt führte und heute auch die Verbindung nach Singen (Hohentwiel) umfasst. Im Stadtgebiet von Stuttgart wird sie zwischen Hauptbahnhof und Vaihingen als Panoramabahn bezeichnet.
Heute verkehren auf der elektrifizierten Hauptbahn Intercity-Züge von Stuttgart nach Zürich, darüber hinaus existiert ein vielfältiges Nahverkehrsangebot. Sie ist überdies eine bedeutende Strecke im Nord-Süd-Güterverkehr. Die Strecke ist Teil des TEN-Gesamtnetzes, das bis Ende 2050 ausgebaut werden soll.

## Streckenverlauf und Ausbau

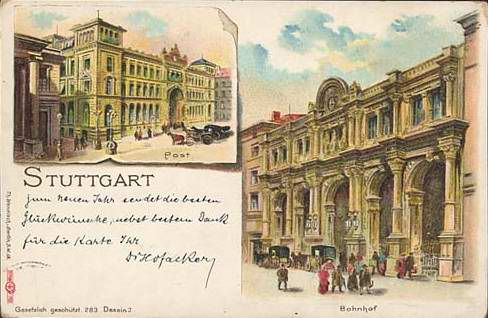
Der alte Stuttgarter Hauptbahnhof, ursprünglicher Ausgangspunkt der Gäubahn

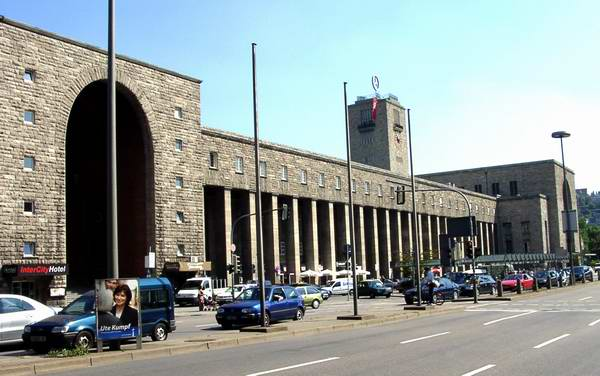
Stuttgart Hauptbahnhof, seit 1922 Ausgangspunkt der Strecke

In Stuttgart führt die Strecke vom Hauptbahnhof auf einer Terrasse zwischen Nesenbach und Neckar zunächst nach Norden. Nach einigen Kilometern wechselt sie in Stuttgart-Nord mit einer Linkskurve an den westlichen Hang des Talkessels in die eigentliche Fahrtrichtung Süden. Beim Kräherwald geht es dann geländeadaptiert nach Südosten, der Hasenberg wird im gleichnamigen Tunnel unterfahren und dahinter an den eingekerbten Oberläufen des Nesenbachs nach Vaihingen (Stuttgart) und auf die Filderebene gelangt. Die stetig ansteigende Trasse entlang der Innenstadt gewinnt vom Ausgangspunkt bis hierher knapp 200 Höhenmeter. Wegen des Ausblicks auf den Stuttgarter Talkessel wird dieser Abschnitt Panoramabahn genannt und gilt als eine der schönsten innerstädtischen Bahnstrecken Deutschlands.
Ab Stuttgart-Rohr führt sie weiter nach Südwesten und streift zwischen Böblingen und Herrenberg den Naturpark Schönbuch. Von hier bis Eutingen im Gäu führt sie durch das Korngäu, das den Begriff Gäubahn prägte. Ab Eutingen senkt sich die Strecke bis Horb in das Neckartal und streift hier die östlichen Ausläufer des Schwarzwalds.
Auf dem etwa fünf Kilometer langen Abschnitt zwischen den Bahnhöfen Stuttgart-Österfeld und Stuttgart-Rohr wurde sie für die hier parallel verlaufende S-Bahn mit drei Linien bis 1985 viergleisig ausgebaut. Im Gleisvorfeld des Stuttgarter Hauptbahnhofs ist seit dem Bau der Stuttgarter S-Bahn ein circa 500 Meter langer Abschnitt nur eingleisig. Zwischen Rohr und Herrenberg ist sie nur zweigleisig, deshalb müssen für die Fernzüge ab Böblingen einzelne Fahrten im 15-Minuten-Takt der S1 entfallen.
Die Strecke ist für den Neigetechnik-Verkehr ertüchtigt und überwiegend zweigleisig. Sie durchquert neben der Stadt Stuttgart drei Landkreise und ist Teil dreier unterschiedlicher Verkehrsverbünde. In Stuttgart sowie im Landkreis Böblingen, das heißt bis Ergenzingen, verläuft sie im Bereich des Verkehrs- und Tarifverbundes Stuttgart (VVS). Der Bahnhof Ergenzingen befindet sich als einzige Betriebsstelle im Landkreis Tübingen, ist seit 2020 auch Teil des VVS-Gebietes und bietet zugleich Anschluss zum Verkehrsverbund Neckar-Alb-Donau (NALDO). Zwischen Eutingen und Horb verläuft sie im Landkreis Freudenstadt und damit in der Verkehrs-Gemeinschaft Landkreis Freudenstadt (vgf).

## Geschichte

### Bau des Abschnitts Eutingen–Horb (1874)
| 1874 | 1879 | 1933 |

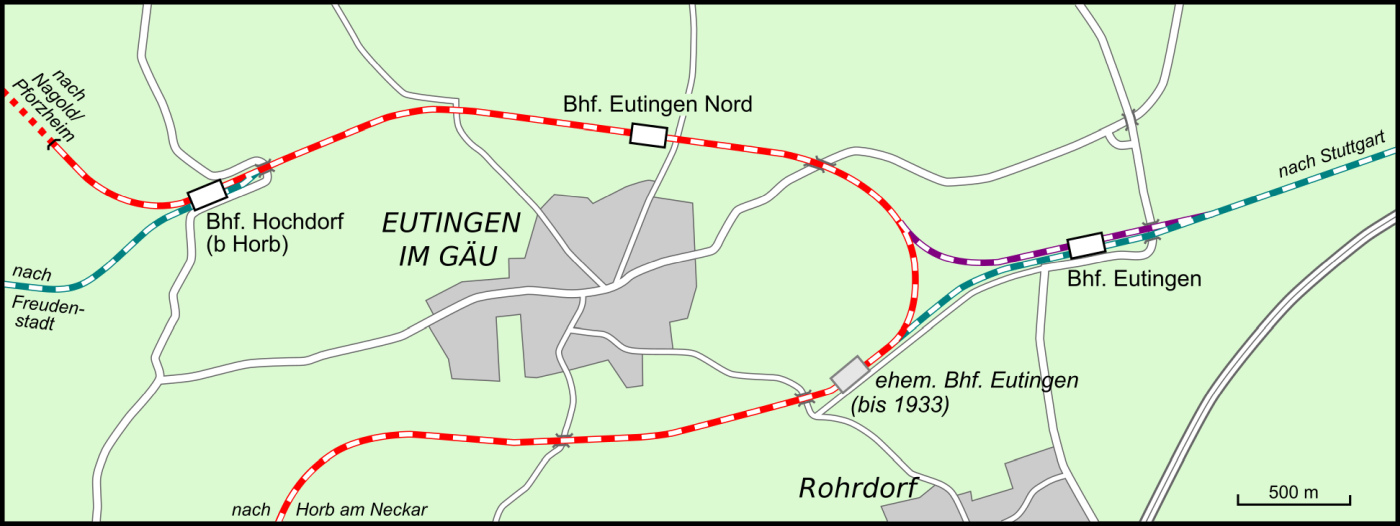
Entstehung der Strecken rund um Eutingen

Das Teilstück von Eutingen zum Anschluss an die Obere Neckarbahn in Horb stellte Württemberg schon am 1. Juni 1874 fertig. Ziel war dabei jedoch nicht der Anschluss von Horb über das Gäu und Böblingen nach Stuttgart. Die Königlich Württembergischen Staats-Eisenbahnen stellten damit vielmehr eine Verbindung zwischen der von Pforzheim kommenden Nagoldtalbahn und Horb her, deren Abschluss 1874 Horb zum Trennungsbahnhof machte. Den Bau einer wesentlich kürzeren Direktverbindung von Stuttgart nach Horb gingen die Königlich Württembergischen Staats-Eisenbahnen jedoch wegen der nur schwer überwindbar scheinenden Steigungen zunächst nicht an.

### Bau des Abschnitts Stuttgart–Eutingen (1879)
Mit dem Gesetz vom 22. März 1873 beschloss Württemberg den Bau einer Eisenbahnstrecke von Stuttgart über Herrenberg und Eutingen nach Freudenstadt, welche die Lücke zwischen Stuttgart und Eutingen schließen sollte. Vor allem sollte dadurch die nachteilige Streckenführung der Oberen Neckarbahn kompensiert werden, die in einer langen Schleife dem Lauf des Neckars folgte, was die Reisezeiten stark erhöhte.
Im November begannen von Stuttgart ausgehend die Arbeiten an der technisch anspruchsvollen Strecke, die der württembergische Eisenbahningenieur Georg von Morlok plante. Die Streckenführung in Hanglage war kompliziert, sie erforderte Steigungen bis zu 1:52, Vorspann- bzw. Schiebelokomotiven bis Stuttgart-West, eine Vielzahl von Tunnelbauten und tiefen Einschnitten, den 430 Meter langen und 39 Meter hohen Vogelsangdamm sowie den 42 Meter hohen Ziegelklingendamm. Insgesamt wurden 1.600.000 Kubikmeter Erde bewegt. Der Abschnitt bis Vaihingen war dabei der kostspieligste der gesamten Strecke, die auf insgesamt 31 Millionen Mark kam.
Viele der Arbeiter, die Morlok zum Streckenbau benötigte, kamen aus Italien. Im Winter 1877/78 erreichte die Bahn bereits Herrenberg. Danach gingen die Bauarbeiten rasch voran. Nachdem bereits am 20. August 1879 eine Probefahrt von Stuttgart nach Freudenstadt stattgefunden hatte, eröffneten die Königlich Württembergischen Staats-Eisenbahnen die Strecke Stuttgart–Freudenstadt offiziell am 2. September 1879 (Sedantag) mit einer Sonderfahrt, an der neben Oberbaurat Morlok der württembergische Ministerpräsident Hermann von Mittnacht, der Stuttgarter Oberbürgermeister Theophil Friedrich von Hack sowie eine Vielzahl weiterer Honoratioren teilnahmen. Der Bau dieser Strecke verkürzte den Weg von Stuttgart nach Horb um 35 Kilometer.

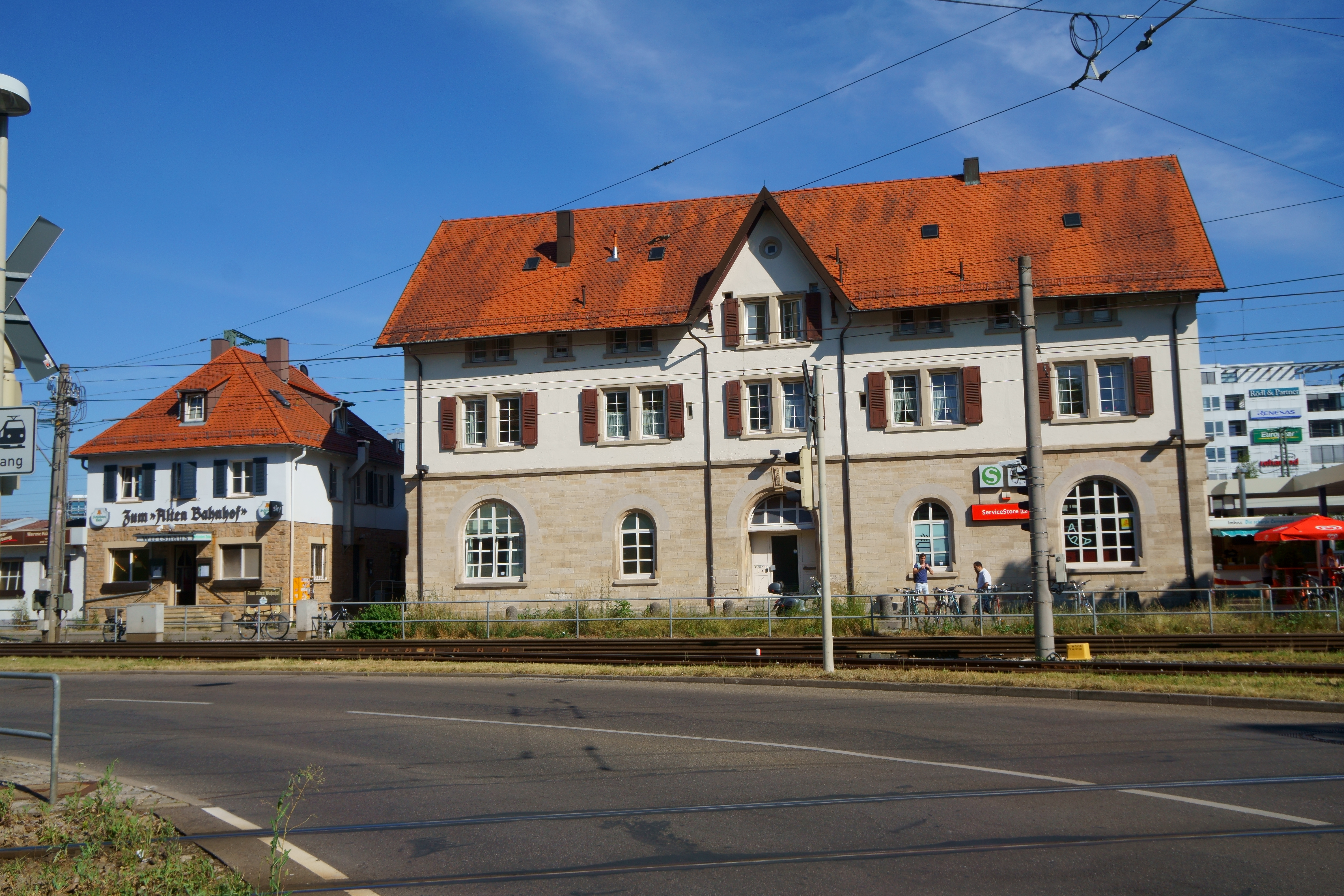
Bahnhof Stuttgart-Vaihingen
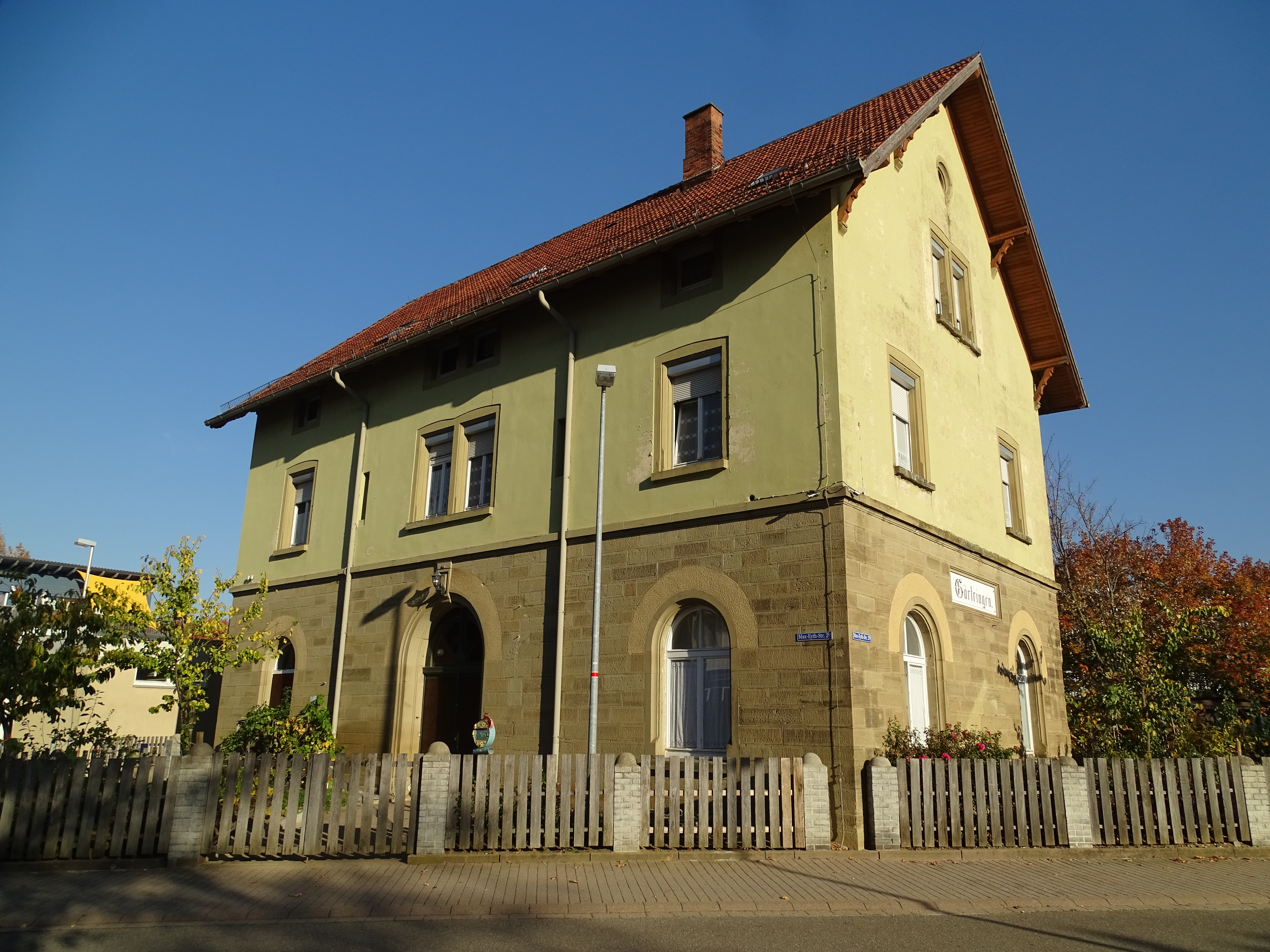
Bahnhof Gärtringen
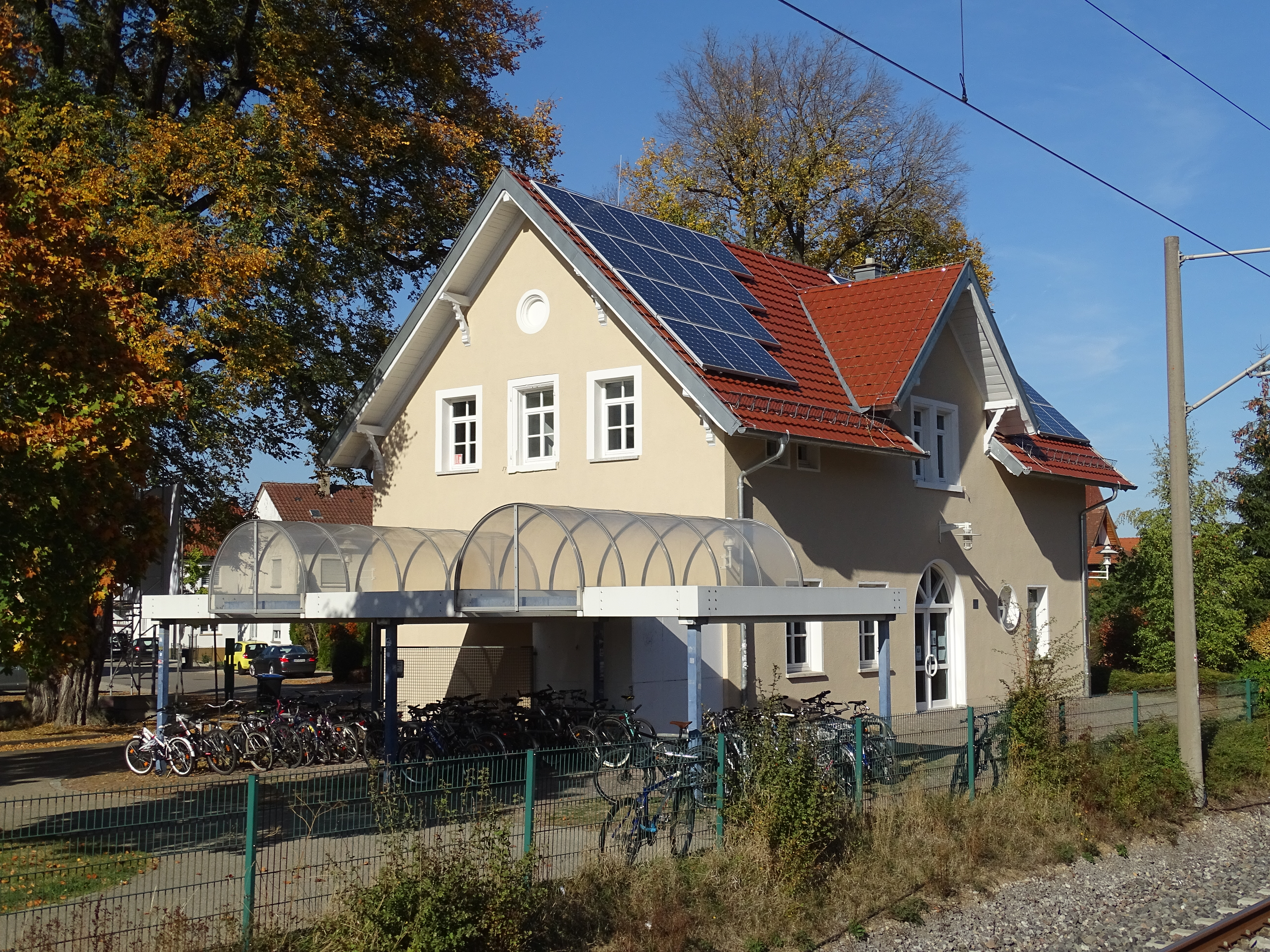
Bahnhof Nufringen
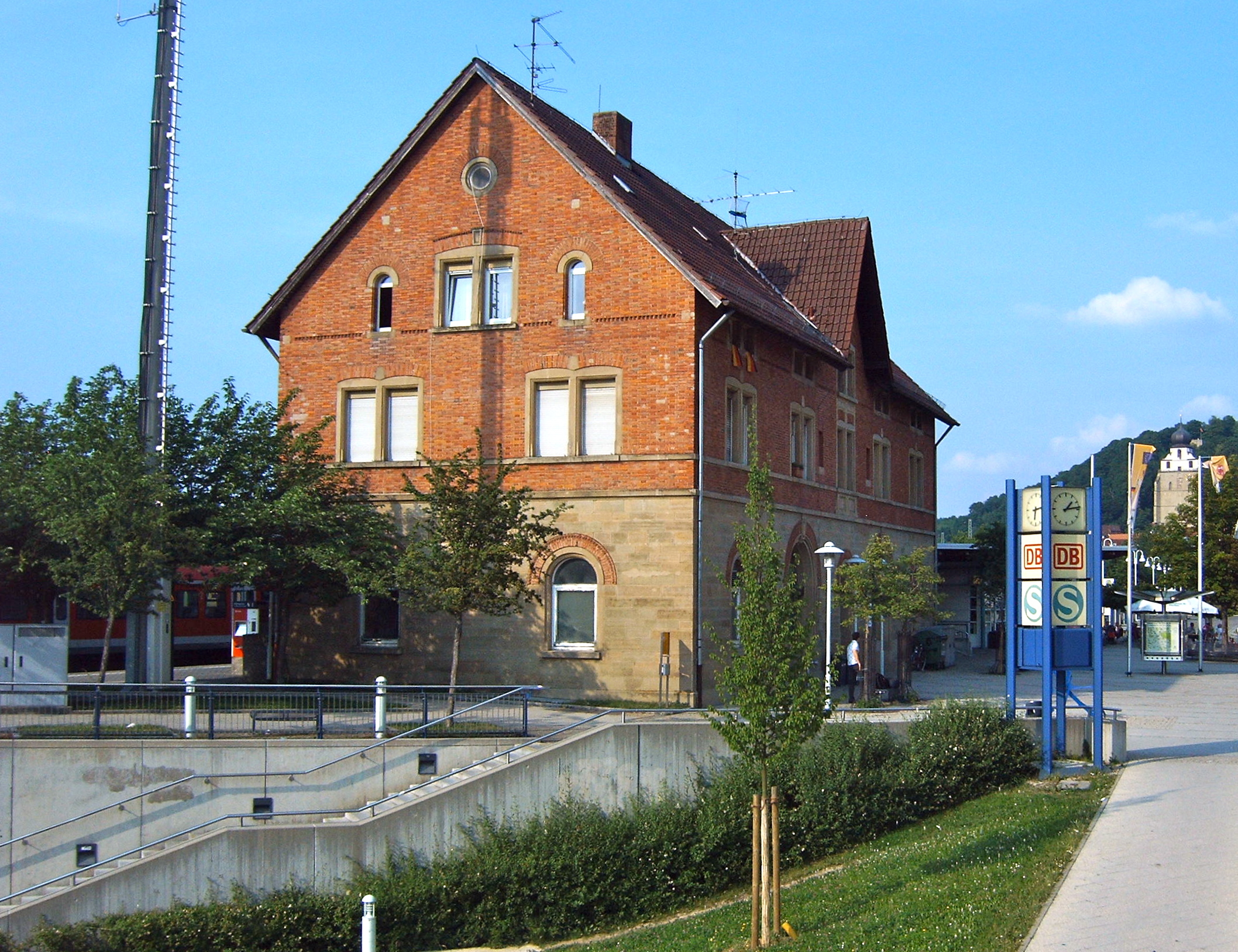
Bahnhof Herrenberg
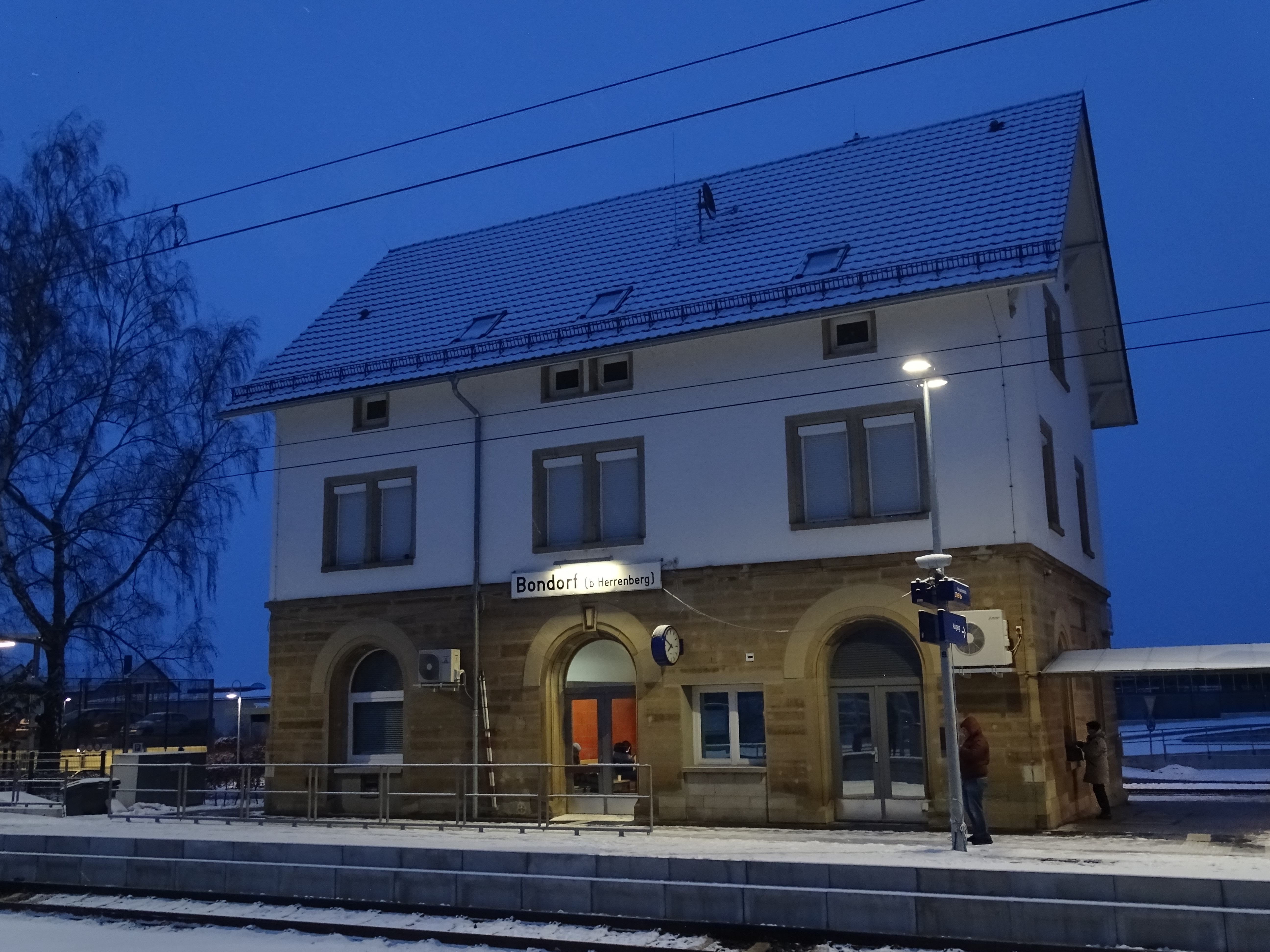
Bahnhof Bondorf (b Herrenberg)
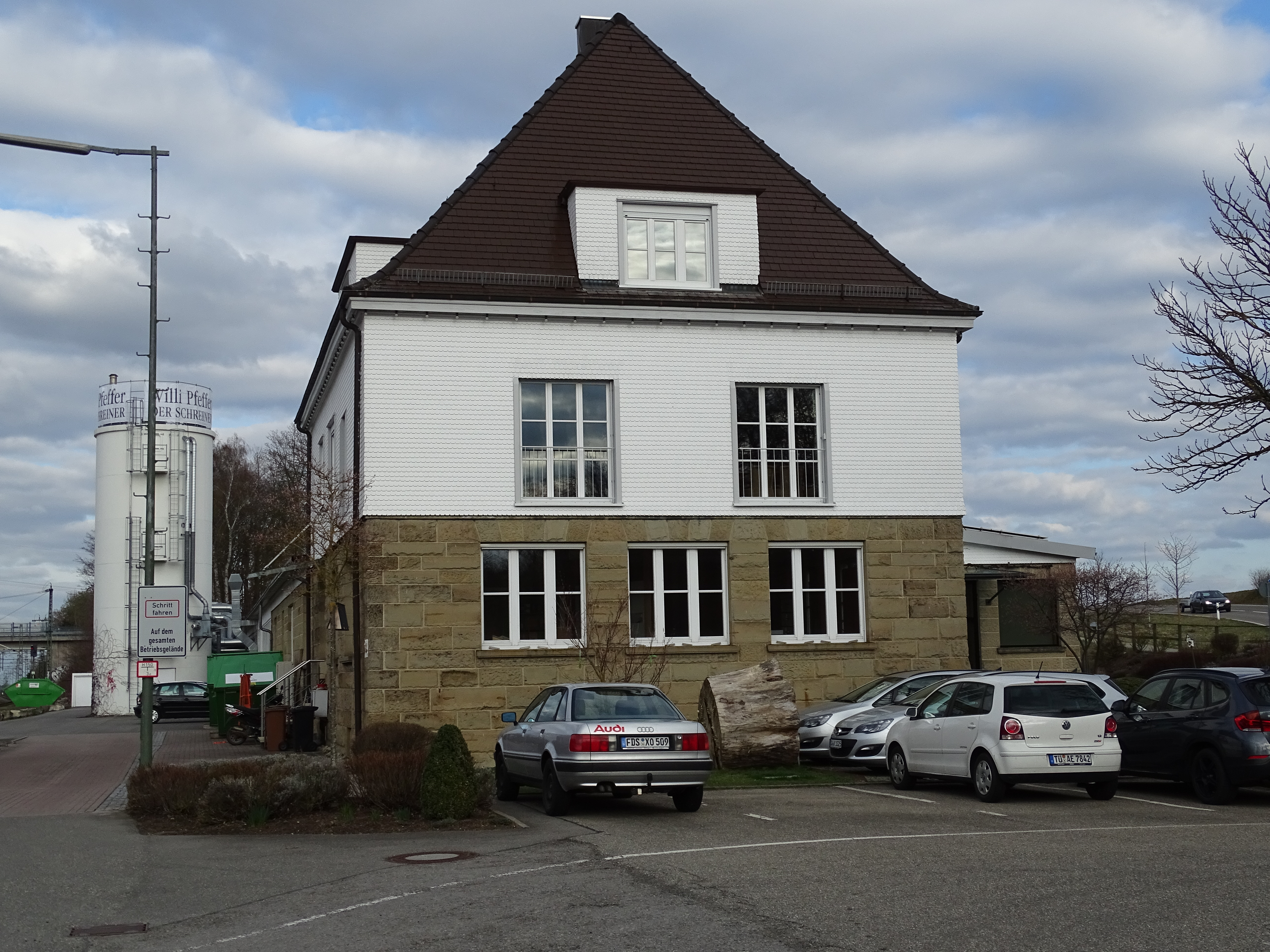
Alter Bahnhof Eutingen

### Von der Regional- zur Fernverkehrsstrecke (1879–1919)
Die Gäubahn hatte zunächst vornehmlich regionale Bedeutung. Endpunkt der langlaufenden Züge war immer Immendingen. Im Regionalverkehr kam dabei vor allem die Württembergische T 5 zum Einsatz. 1886 erhielt der 4,4 Kilometer lange Abschnitt zwischen Eutingen und Horb ein zweites Gleis. 1895 kam auf der 8,6 Kilometer langen Steigung zwischen Stuttgart Hauptbahnhof und dem Bahnhof Stuttgart West ein zweites Gleis hinzu, ab dem 22. November 1905 reichte dieses bereits bis Böblingen.
Am 1. November 1895 wurde die 1,2 Kilometer lange Verbindungskurve zwischen dem Nordbahnhof und der Gäubahn eröffnet. Eine zunächst geplante Verbindungsbahn zwischen Zuffenhausen und dem Westbahnhof wurde dagegen nicht realisiert. Das Verkehrsaufkommen zwischen dem Hauptbahnhof und Böblingen nahm von 16 Zügen (1890/91) auf 32 Züge im Winter 1902/03 zu.

#### Eisenbahnunfall im Dachswald
Der Personenzug Nummer 223a fuhr am 1. Oktober 1889, bis zum Westbahnhof unterstützt von einer Schiebelokomotive, von Stuttgart nach Vaihingen. Außerplanmäßig blieb er nach dem Westbahnhof liegen und sollte von der Schiebelokomotive Richtung Vaihingen geschoben werden. Bevor diese den Personenzug erreichte, konnte er aber doch noch aus eigener Kraft weiterfahren und kam letztlich mit 18 Minuten Verspätung in Vaihingen an. Die Schiebelokomotive war zu diesem Zeitpunkt immer noch auf der damals eingleisigen Strecke unterwegs. Der Bahnhofsvorsteher in Vaihingen war darüber nicht informiert und ließ den gemischten Zug Nummer 222 in Richtung Stuttgart abfahren. In einer unübersichtlichen Kurve im Dachswald prallte dieser daraufhin mit der entgegenkommenden Schiebelokomotive zusammen. Zugführer, Heizer, ein Mädchen, zwei Frauen und drei Männer wurden getötet, 43 Personen zum Teil schwer verletzt.

### Ausbau und Blütezeit (1919–1945)

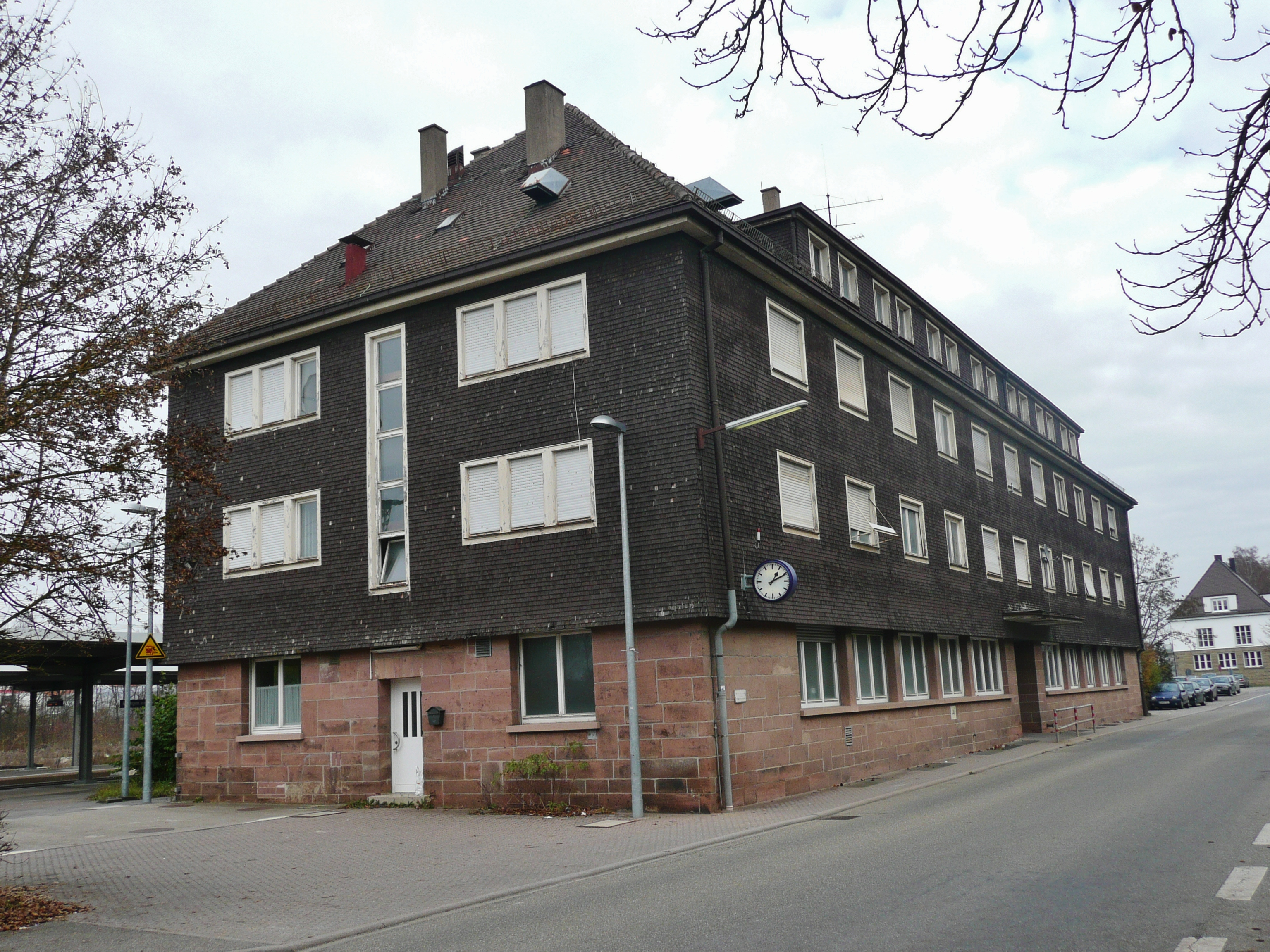
Der 1933 errichtete neue Bahnhof Eutingen im Gäu

In der Zwischenkriegszeit kam es zu zahlreichen Verbesserungen der Verkehrsinfrastruktur. Bereits am 23. Oktober 1922 konnte der neue Stuttgarter Hauptbahnhof eröffnet werden. Damit war das Nadelöhr am Beginn der Strecke beseitigt und Kapazität für den stetig zunehmenden Eisenbahnverkehr geschaffen worden. Infolge des Bahnhofsneubaus änderte die Deutsche Reichsbahn im Herbst 1922 den innerstädtischen Verlauf der Strecke bis zum Eckartshaldenweg.
In den 1920er Jahren initiierte der freie Volksstaat Württemberg einen Ausbau der im 19. Jahrhundert meist eingleisig angelegten Eisenbahnstrecken. Ziel war, den Verkehr von Berlin in die Schweiz und nach Italien nicht mehr ausschließlich über die Nachbarländer Baden und Bayern verlaufen zu lassen, sondern auch über eigenes Territorium. Hierzu wurde auch die Strecke Stuttgart–Horb ausgebaut. Außerdem war die Reichswehr daran interessiert, anstelle der nun nah an der französischen Grenze verlaufenden Bahnstrecke Mannheim–Basel eine weiter im Landesinneren liegende Verbindung zur südwestlichen Reichsgrenze auszubauen.
Im Zuge der damaligen Ausbauarbeiten erweiterte die Deutsche Reichsbahn ferner den Bahnhof Horb stark und ersetzte den Bahnhof Eutingen durch einen großzügig dimensionierten Neubau.
Der Fahrplan der Gäubahn erfuhr durch die Ausbaumaßnahmen der 1920er- und 1930er-Jahre beträchtliche Verbesserungen. Es verkehrten jetzt Schnellzüge von Berlin über Erfurt, Würzburg, Stuttgart, Zürich und Mailand bis nach Rom. Der letzte Friedensfahrplan vom Sommer 1939 weist täglich drei Zugpaare Berlin–Italien aus, wobei ab Mailand jedoch nicht alle Züge weiter bis Rom fuhren. Zusätzlich kamen Schnellzugpaare zum Einsatz, die zwischen Berlin und Luzern sowie zwischen Stuttgart und Konstanz verkehrten, wodurch sich das Eilzug- und Nahverkehrsangebot auf der Strecke wesentlich verbesserte.
Während vor dem Streckenausbau, wie schon seit dem Ersten Weltkrieg, wieder die Württembergische C den Schnellzugdienst übernahm, kam nach dem Bau der Verbindungskurve von Tuttlingen nach Hattingen (Baden) vornehmlich die Preußische P 10 als Schnellzuglokomotive zum Einsatz. Die Württembergische C übernahm auf der Gäubahn die Bespannung der Eil- und Nahverkehrszüge. Die Württembergische T 5 kam ebenfalls wieder zum Einsatz, wurde jedoch ab 1933 von der Baureihe 24 abgelöst. Schon 1920 setzte die Reichsbahn die Preußische P 8 zwischen Horb und Immendingen ein. Im Güterverkehr kamen in der Zwischenkriegszeit für Durchgangsgüterzüge die Preußische G 12 sowie die Württembergische K zum Einsatz. Ab 1924 setzte die Reichsbahn Preußische G 10 für Güterzüge auf kürzeren Distanzen ein. Zwischen 1936 und 1938 verwendete die Reichsbahn kurzzeitig ebenso die Baureihe 86 für Nahverkehrsgüterzüge. Im Zweiten Weltkrieg schränkte die Reichsbahn den Personenverkehr auf der Gäubahn ein, während der Güterverkehr in der Bedeutung eher zunahm. So belieferte Deutschland den Bündnispartner Italien während des Krieges mit Kohle aus Oberschlesien und führte diese Züge ebenfalls über die Gäubahn. Da die Gäubahn vor allem seit dem deutschen Angriff auf die Sowjetunion als Nord-Süd-Achse militärisch an Bedeutung verlor, zog die Reichsbahn viele neuere Lokomotiven, insbesondere die Preußische P 10, nach Osteuropa ab und bespannte Schnellzüge auf der Gäubahn wieder mit der Württembergischen C.

### Kriegszerstörung und Nachkriegszeit (1945–1962)

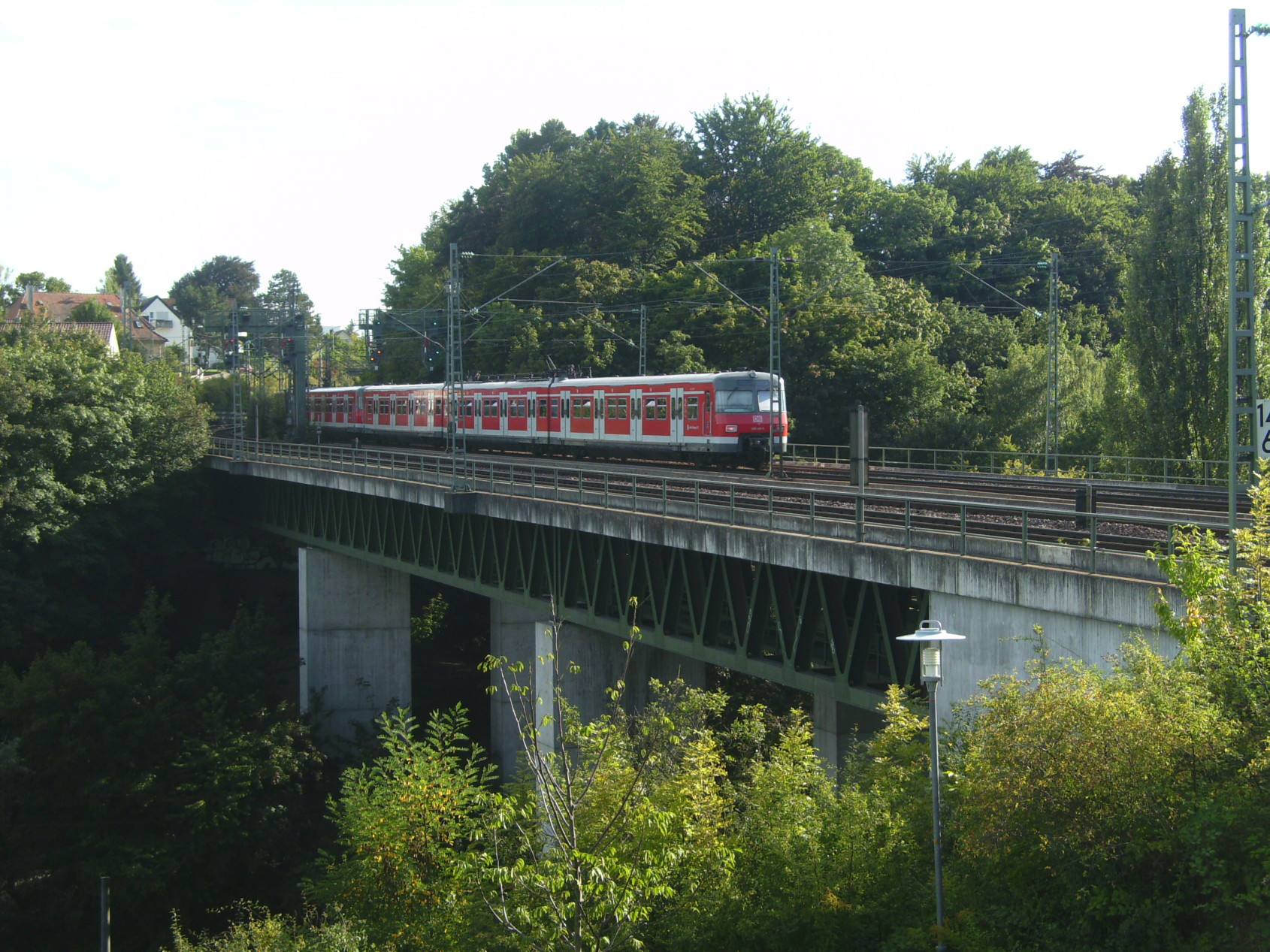
Das im April 1945 zerstörte Nesenbachviadukt in Stuttgart-Vaihingen wurde 1946 wiederaufgebaut, bis 1985 erfolgte ein viergleisiger Neubau.

Während des Zweiten Weltkriegs blieb die Gäubahn bis Februar 1945 weitgehend von größerer Zerstörung verschont. Alliierte Fliegerbomben verursachten 1944/45 zwar schwere Schäden an den Bahnhöfen Herrenberg und Horb, diese unterbrachen den Verkehr jedoch nicht dauerhaft. Schwerwiegender waren die Schäden, die deutsche Truppen im April 1945 verursachten. Diese sprengten zwischen Stuttgart und Böblingen mehrere Brücken und brachten den Verkehr somit kurz vor Kriegsende zum Erliegen. Im April 1945 besetzten amerikanische und französische Streitkräfte den Südwesten Deutschlands. Der Abschnitt zwischen Stuttgart und Bondorf wurde dabei Teil der amerikanischen, der zwischen Ergenzingen und Horb lag nun in der französischen Besatzungszone. Durchgehend war die Strecke nach den Zerstörungen im Krieg erst wieder ab 13. August 1946 befahrbar.
Die Grenze zwischen französischer und amerikanischer Zone unterband den durchgehenden Verkehr zwischen Stuttgart und Horb, der erst 1948 wieder aufgenommen wurde. Der Betrieb war im Vergleich zur Blütezeit der Strecke Ende der 1930er Jahre stark reduziert und erreichte erst Ende der 1950er Jahre wieder das Vorkriegsniveau. Allerdings wurde der Verkehr mit Berlin, wofür die Strecke in der Zwischenkriegszeit unter anderem ausgebaut worden war, von der Deutschen Bundesbahn nicht wieder aufgenommen, da die Magistrale Berlin–Erfurt–Würzburg–Stuttgart–Zürich durch die Deutsche Teilung unterbrochen war.

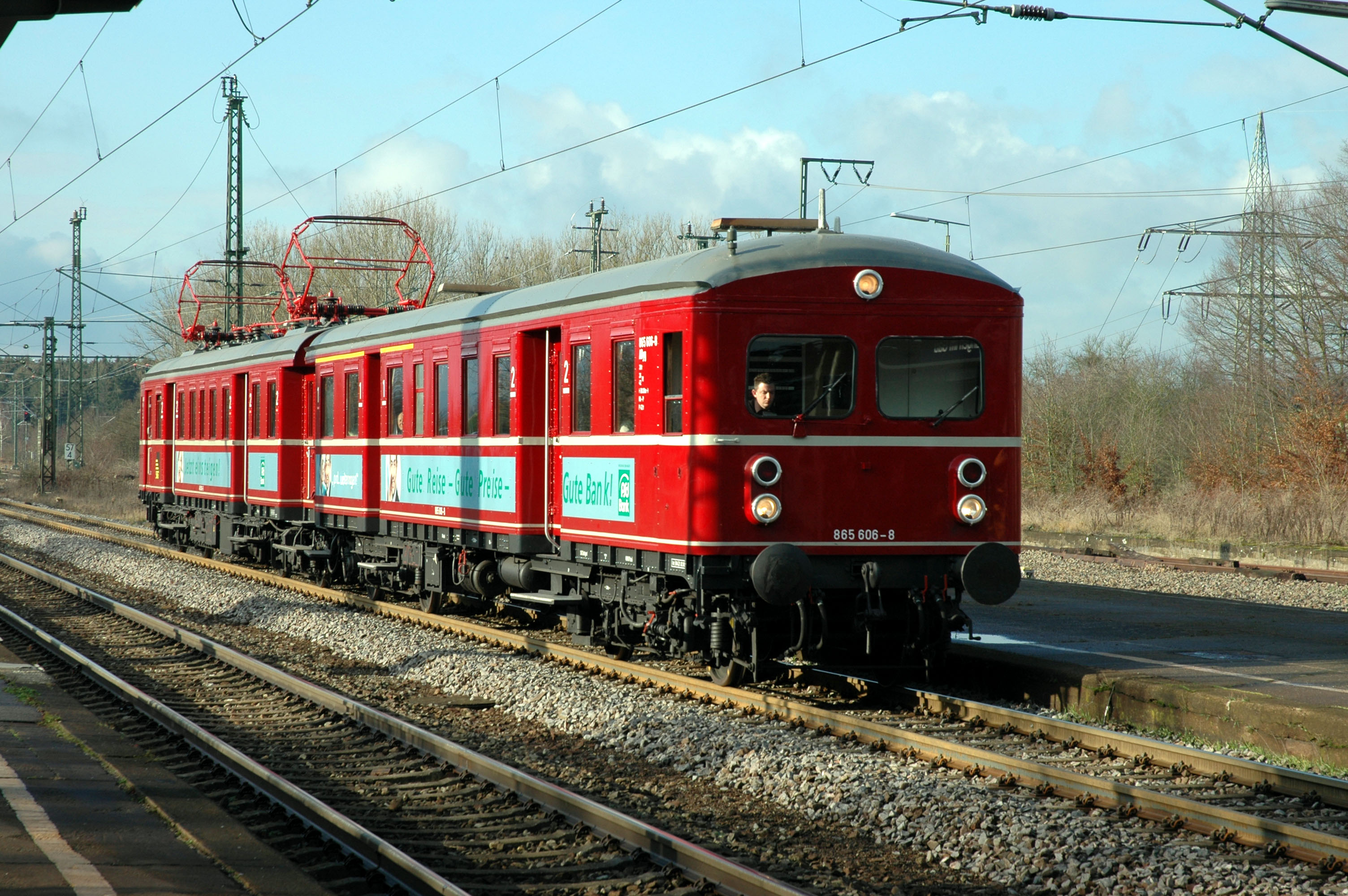
ET 65 in Eutingen im Gäu

Als Ersatz verlängerte die Bundesbahn ab den 1950er Jahren einzelne Schnellzüge Zürich–Stuttgart nach Hamburg. Unter anderem aufgrund des starken Zuzugs italienischer Gastarbeiter nach Baden-Württemberg ab dem Ende der 1950er Jahre fuhren wieder Schnellzüge von Italien nach Stuttgart. Zum Einsatz kamen anfangs vornehmlich die Preußische P 10 sowie die Preußische P 8. Zwischen 1958 und Mitte der 1970er Jahre ersetzten zunehmend Diesellokomotiven der Baureihe V 100 und Baureihe V 200 die Dampflokomotiven auf der Gäubahn. Im Güterzugverkehr kam ab 1964 die Baureihe V 200.1 zum Einsatz.

### Elektrifizierung
Um auch die Gäubahn in den Stuttgarter Vorortverkehr zu integrieren und damit den Verkehr zu beschleunigen, elektrifizierte die Deutsche Bundesbahn 1963 den Abschnitt Stuttgart–Böblingen, 1974 folgte Böblingen–Horb.

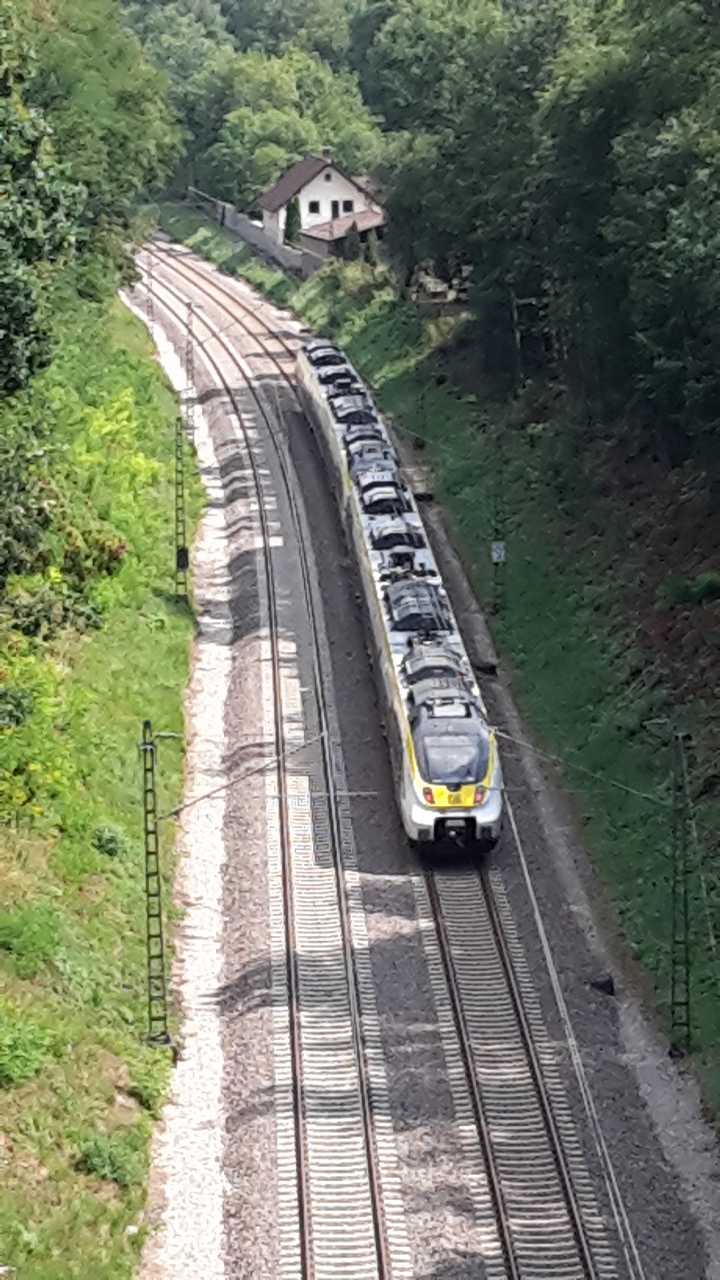
Einschnitt am ehemaligen Kaufwaldtunnel

Der 150 Meter lange Kaufwaldtunnel wurde im Vorfeld der Elektrifizierung in den Jahren 1958/1959 in neun Monaten unter eingleisigem Betrieb aufgeschlitzt. Nachdem 170.000 Kubikmeter Deckgebirge abgetragen waren, war ein Einschnitt entstanden.

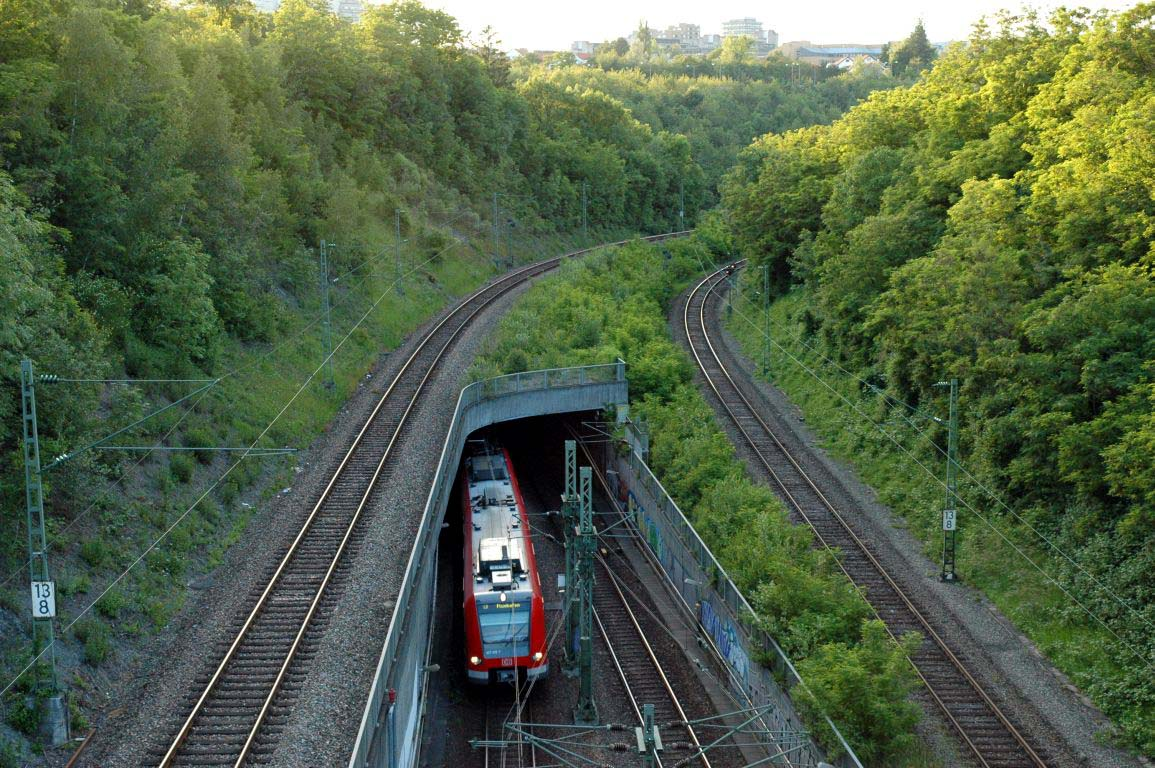
Die oberirdische Gäubahn und der 1985 fertiggestellte 8,8 Kilometer lange Tunnel der Verbindungsbahn Stuttgart in Stuttgart-Vaihingen

Zwischen Böblingen und Stuttgart kamen nach der Elektrifizierung 1963 zunächst die Baureihen E 17/117, E 41/141, E 44/144 und ET 55/455, ab 1969 zunehmend die Baureihen 425 (alt), 427 und 465 zum Einsatz. Als 1974 der Abschnitt Böblingen–Horb gleichfalls elektrisch betrieben wurde, bespannte die Deutsche Bundesbahn ihre Regionalzüge auf der Strecke vor allem mit der Baureihe 110, die ab 1977 auch den Schnellzugdienst auf der Strecke übernahm. Im Güterverkehr setzte die Bundesbahn jetzt vornehmlich die Baureihen 150 und 193 ein, in den 1980er Jahren die Baureihe 151, ab 1988 verstärkt die Baureihe 140 und ab 1991 die Baureihe 143.

### Integration in das S-Bahn-Netz
Seit 1985 gehört der Abschnitt bis Böblingen zum Stuttgarter S-Bahn-Netz. Die S-Bahn fährt seitdem vom Hauptbahnhof über die neue Stuttgarter Verbindungsbahn, die unter der Stuttgarter Innenstadt in einem Tunnel verläuft, und am Bahnhof Stuttgart-Österfeld in die Gäubahn mündet. Dies verkürzt den Fahrtweg für die S-Bahn um 5,5 Kilometer und schloss den neuen Campus der Universität Stuttgart an das Schienennetz an. Der Regional- und Fernverkehr nutzt weiterhin die alte Trasse, der Bahnhof Stuttgart West verlor jedoch 1985 seinen Personenverkehr. Im Vorfeld der Integration in das S-Bahn-Netz ging bereits 1982 der Haltepunkt Goldberg in Betrieb, der zwar nach einem Sindelfinger Wohngebiet benannt ist, aber schon auf Böblinger Gemarkung liegt.
Am 5. Dezember 1992 verlängerte die Deutsche Bundesbahn die Linie S1 der S-Bahn Stuttgart von Böblingen nach Herrenberg und verbesserte so den Nahverkehr zwischen dem Korngäu und der Landeshauptstadt erheblich. Hierfür ging bereits am 8. Dezember 1990 auf Böblinger Gemarkung der Haltepunkt Hulb in Betrieb, der das ausgedehnte Industriegebiet dort erschließt.

### Vorübergehende Umstellung des Fernverkehrs auf Triebzüge
Bis 1991 erhöhte sich die Zahl der Schnellzüge auf der Gäubahn auf täglich acht Zugpaare, wovon fünf über Zürich hinaus die Städte Mailand, Genua, Lecce beziehungsweise Neapel anfuhren. Der Verkehr über Stuttgart hinaus weiter nach Norden wurde hingegen weitgehend eingestellt. Nur noch ein Schnellzug-Paar fuhr 1991 beispielsweise weiter bis Nürnberg. Die Schnellzüge wurden mit den Baureihen 110 und 181 bespannt.
Ab 1993 versuchte die Deutsche Bundesbahn, beziehungsweise ab 1994 ihre Rechtsnachfolgerin Deutsche Bahn AG, die Fahrzeiten der Fernzüge weiter zu senken. Zu diesem Zweck fanden Testfahrten mit dem in Italien erfolgreich eingesetzten Pendolino sowie dem schwedischen Hochgeschwindigkeitszug X2000 statt. Zwischen 1993 und 1995 ersetzten zwei EuroCity-Zugpaare die traditionsreichen Schnellzüge. Zum Einsatz kamen kurzzeitig RABe-Triebwagen der Schweizerischen Bundesbahnen (SBB). Da deutsche Neigetechnik-Züge noch nicht einsatzfähig waren, ersetzten ab dem 1. März 1998 erstmals zwei von der Schweizer Cisalpino AG betriebene Neigetechnik-Zugpaare der Baureihe ETR 470 einen Teil der Schnellzüge, ohne dass sich dadurch zunächst Fahrzeitverkürzungen ergaben.
1999 zog die Deutsche Bahn im Fernverkehr bis auf das IC-Zugpaar Insubria alle lokomotivbespannten Züge von der Strecke ab. Zum Einsatz kamen nun erstmals mit Neigetechnik ausgestattete ICE-Züge der Baureihe 415, die zusammen mit den ETR 470 der Cisalpino AG nun das Gros des Fernverkehrs bestritten. Letztere übernahmen dabei den Italien-Verkehr der Relation Stuttgart–Mailand, die ICE kamen zwischen Stuttgart und Zürich zum Einsatz. Die durchgehenden Züge von Stuttgart bis nach Genua und Neapel entfielen hingegen. 2005 stellte die Deutsche Bahn den Intercity Insubria ein. Ein Jahr später, im Dezember 2006, entfielen auch die Cisalpino-Verbindungen wegen erheblicher Mängel an den Zügen, Direktverbindungen nach Italien gibt es seitdem nicht mehr. Für die ICE-Leistungen kamen ab Dezember 2006, anstelle der zuvor eingesetzten fünfteiligen Baureihe 415, die siebenteilige Baureihe 411 des ICE T zum Einsatz.
Nach Problemen mit der Fahrzeugverfügbarkeit und Verspätungen wurde der ICE-Betrieb auf der Verbindung Stuttgart–Zürich zum 21. März 2010 eingestellt und durch Intercity-Züge mit Wagen der Schweizerischen Bundesbahnen ersetzt. Der Fernverkehr wurde daraufhin bis 2017 allein mit Wagen der Schweizerischen Bundesbahnen betrieben. Die ICE T sollten erst dann wieder zum Einsatz kommen, wenn sie wieder bogenschnell verkehren durften, wozu es letztlich nicht mehr kam. Die Schweizerischen Bundesbahnen hatten sich zuvor Bestrebungen der Deutschen Bahn widersetzt, Wagenmaterial des ehemaligen Interregio auf der internationalen Linie einzusetzen. Im Frühjahr 2012 sprach sich die Deutsche Bahn auf einer europäischen Fahrplankonferenz dafür aus, den Fernverkehr zwischen Stuttgart und Zürich einzustellen, scheiterte jedoch erneut am Widerstand der Schweizerischen Bundesbahnen.
Die Deutsche Bahn rechnete nicht mit einer kurzfristigen oder mittelfristigen technischen Lösung für die Neigetechnik des ICE T. Nach Angaben der Deutschen Bahn von 2013 gingen seit 2010 die Fahrgastzahlen im Fernverkehr auf der Gäubahn zurück. Anfang 2014 wurden in den Fernzügen auf der Gäubahn im Durchschnitt weniger als 150 Reisende gezählt. Das Angebot sei nach Angaben von DB Fernverkehr unwirtschaftlich.
Mit 37.500 Fahrgästen pro Tag (darunter 30.400 bei der S-Bahn) wies im Raum Stuttgart im Jahr 2010 der Abschnitt zwischen Stuttgart-Rohr und Böblingen die höchste Belastung auf. Für das Jahr 2025 wird (Stand: 2018) eine Belastung von 49.900 Reisenden erwartet, davon 32.100 S-Bahn-Fahrgäste. Südlich von Herrenberg wird ein Anstieg von 8.700 auf 10.900 Reisende erwartet. Zwischen Stuttgart-Vaihingen und Stuttgart Hauptbahnhof waren im Fern- und Regionalverkehr im Jahr 2010 rund 8400 Reisende pro Tag unterwegs.
Der durchgehende Zugverkehr zwischen Stuttgart und Zürich war wegen Bauarbeiten im April und Mai 2016 sechs Wochen lang unterbrochen. Vom 13. Juli 2016 bis 10. September 2016 wurde der Abschnitt zwischen Stuttgart-Rohr und Böblingen für 12,3 Millionen Euro saniert. Der daran anschließende Abschnitt zwischen Böblingen und Herrenberg wurde 2017 in drei Teilstücken für 24 Millionen Euro sukzessive erneuert und dazu während der Schulferien voll gesperrt. Wegen der kompletten Sperrung der Rheintalbahn in Folge eines Bauschadens am Tunnel Rastatt wurde die Gäubahn als Umleitungsstrecke für den Güterverkehr benötigt. Deshalb wurden die Arbeiten eine Woche früher als geplant am 5. September 2017 vorläufig beendet und der Güter- und Fernverkehr wieder aufgenommen. Für weitere 17 Millionen Euro wurde während der Sommerferien 2021 auf einem anderen Abschnitt erneuert.
Als in Folge einer baubedingten Sperrung der S-Bahn-Stammstrecke im Sommer 2021 S-Bahn-Züge über die Bahnstrecke Stuttgart–Horb fuhren, kam es zu erhöhtem Radverschleiß, in dessen Folge der Umleitungsverkehr eingestellt wurde. Als Ursache gelten enge Radien und eine aus technischen Gründen und fehlender Ersatzteile seit Monaten außer Betrieb stehende stationäre Schmiereinrichtung. Bei der Sperrung 2022 sollte geschmiert und zusätzlich engmaschig überwacht werden. Von 2018 bis 2021 wurde die Station Ergenzingen für fünf Millionen Euro modernisiert. Die Deutsche Bahn begann im Sommer 2023 während einer Vollsperrung mit dem Neubau des Würmviadukts in Ehningen. Der Abbruch der alten Brücke und der Einschub des neuen Überbaus wurde von September 2023 auf Januar und Februar 2024 verschoben.
Vom 20. Juni bis 25. Juli 2025 wird der Betrieb zwischen Eutingen im Gäu und Horb für Oberbau- und Oberleitungsarbeiten eingestellt.

## Betrieb

### Fernverkehr
Bis zum Fahrplanwechsel 2017/2018 bestand im Fernverkehr nur ein Zwei-Stunden-Takt. Böblingen wurde dabei von 2004 bis 2013 nicht bedient.
Seit Dezember 2017 fahren IC2-Züge der Deutschen Bahn im Wechsel mit den SBB-Garnituren. Dies ergibt zusammen einen Stundentakt, wobei die SBB-Garnituren nur in Böblingen, die IC2-Züge zusätzlich in Herrenberg, Gäufelden und Bondorf halten. Es gelten seitdem auch Nahverkehrsfahrkarten in den Fernzügen. Weil für deren Lokomotiven der Baureihen 146.5 und 147 die Zulassung für den Einsatz in der Schweiz fehlt, enden deren Fahrten in Singen. In Tagesrandlage verkehrt ein Zugpaar auch von beziehungsweise bis Radolfzell. Ab Dezember 2022 wurden KISS-Triebzüge der DB mit Schweiz-Zulassung eingesetzt. Seit dem 15. Juni 2025 sind stattdessen neue IC2-Züge im Einsatz, allerdings wurde bereits nach wenigen Tagen über Verspätungen und Ausfälle berichtet.

### Regionalverkehr
Die zusätzlichen Intercity-Züge ersetzen im Zweistundentakt die Regional-Express-Züge (RE) zwischen Stuttgart und Singen. Verblieben sind ebenfalls im Zweistundentakt die Regional-Express-Züge zwischen Stuttgart und Rottweil, die in Eutingen geflügelt werden. Ein Zugteil fährt jeweils von Eutingen über die Bahnstrecke Eutingen im Gäu–Schiltach nach Freudenstadt. Zwischen Stuttgart und Rottweil ergibt sich ein Stundentakt im Nahverkehr, da die IC-Züge mit Nahverkehrsfahrkarten genutzt werden dürfen. Seit der Umstellung des zweistündigen RE auf IC2 werden Ergenzingen und Eutingen im Gäu aus Richtung Stuttgart umsteigefrei lediglich alle zwei Stunden bedient. Wenn IC2-Züge verkehren, ersetzen Fahrten der Stadtbahn Karlsruhe bis Bondorf diese Halte.
Das Regional-Express-Angebot auf der Gäubahn betreibt die Deutsche Bahn. Im Jahr 2004 stellte die Deutsche Bahn auf der Relation Stuttgart–Singen die bis dahin ausschließlich mit Lokomotiven und n-Wagen gefahrenen Regional-Express-Züge auf die neu ausgelieferten Triebzüge der Baureihe 425 um, die ab 2006 teilweise durch mit Lokomotiven der Baureihe 146.2 bespannte Doppelstockwagen abgelöst wurden.
Laut einer Mitte 2015 vorgelegten Fahrgaststatistik nahm das Reisendenaufkommen im Regionalverkehr auf der Gäubahn seit 2012 um rund zehn Prozent zu.
Seit Dezember 2017 verkehren die Intercity-Züge stündlich und sind für Nahverkehrsfahrkarten freigegeben. Dabei wird im Wechsel mit EuroCity-Wagen der SBB und Intercity 2-Garnituren der DB gefahren, wobei letztere auch die zusätzlichen Halte der früheren Regional-Express-Züge bedienen, während die Züge von und nach Zürich nur in Böblingen halten. Zusätzlich zu diesem Stundentakt verkehrt weiterhin die Regional-Express-Linie RE 14A zwischen Rottweil und Stuttgart im Zweistundentakt, wobei weiterhin in Eutingen geflügelt wird und ein Zugteil von dort als Linie RE 14B nach Freudenstadt verkehrt. Zum Einsatz auf dieser Strecke kommen Züge der Baureihe 442 im Landesdesign.
Zusätzlich verkehrt zwischen Mai und Oktober an Wochenenden der Radexpress „Bodensee“ von Stuttgart nach Radolfzell und Konstanz, welcher Platz für bis zu 60 Fahrräder bietet.

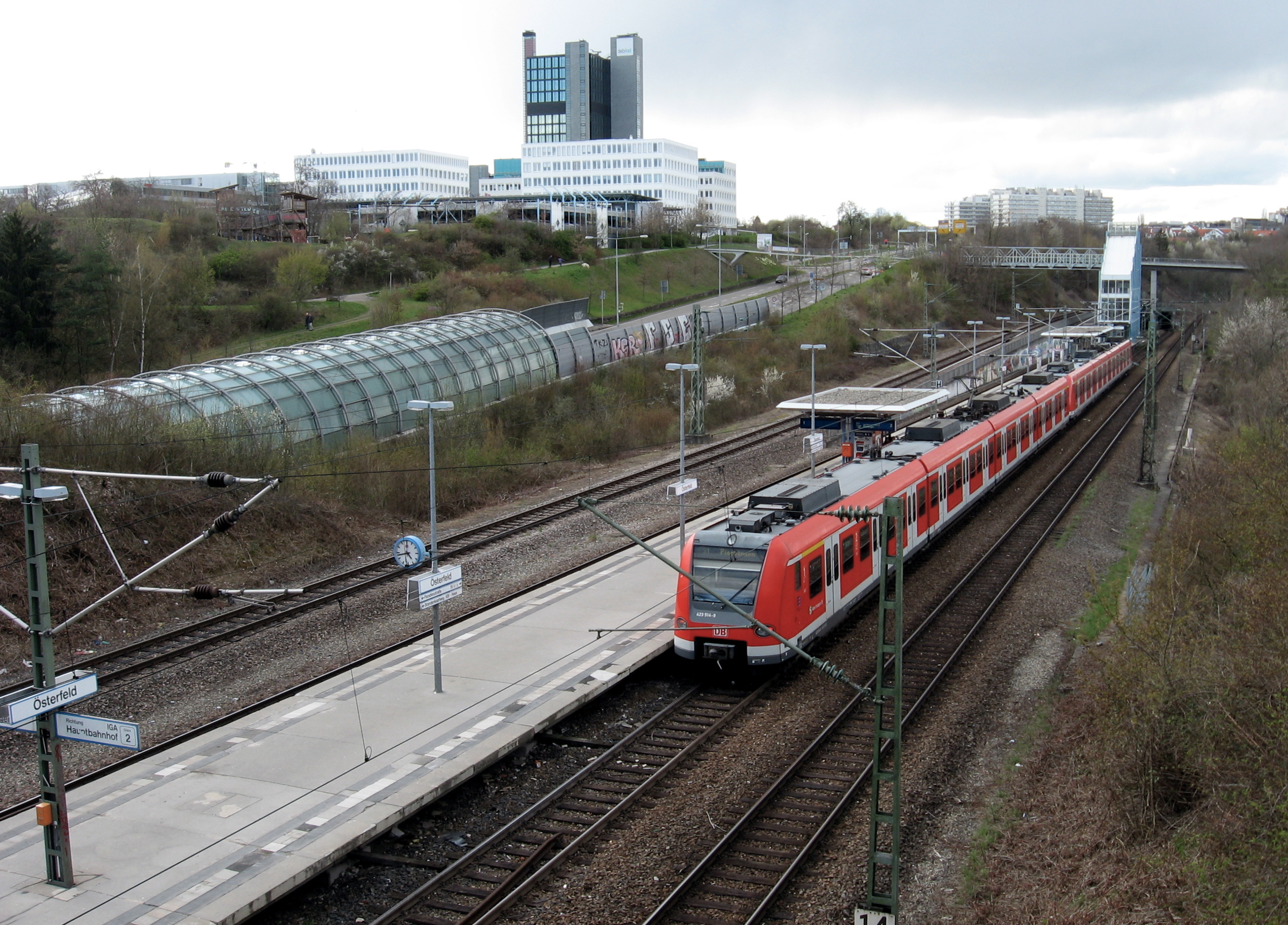
S-Bahn-Zug im Bahnhof Stuttgart-Österfeld

Zwischen Herrenberg und Stuttgart-Rohr wird die Strecke von der Linie S1 der S-Bahn Stuttgart befahren. In Rohr wechseln die Züge auf eine eigene S-Bahn-Strecke, die zunächst parallel durch Stuttgart-Vaihingen bis nach Stuttgart-Österfeld führt und ab dort die Verbindungsbahn bildet, die unterirdisch zum Hauptbahnhof führt, von wo die Linie S1 weiter nach Kirchheim (Teck) fährt. In südlicher Richtung befährt die S1 bereits im Bahnhof Stuttgart-Vaihingen das durchgehende Hauptgleis der Strecke Stuttgart–Horb, wechselt dann jedoch für einen kurzen Abschnitt zurück auf die S-Bahn-Strecke, um in Stuttgart-Rohr zu halten. Zum Einsatz kommt die Baureihe 430. Die S-Bahn wird ebenfalls von der Deutschen Bahn betrieben und fährt im Halbstunden-Grundtakt. Werktags verkehren die S-Bahnen zu den Hauptverkehrszeiten jedoch jede Viertelstunde. Zwischen Herrenberg und Eutingen betreibt die Deutsche Bahn werktags in der Hauptverkehrszeit Regionalbahnen, die auf den Fahrplan der S-Bahn abgestimmt sind.
Ein Teil dieser Züge endet jedoch nicht in Eutingen, sondern bereits in Bondorf. An Werktagen fährt zudem ein von der Albtal-Verkehrs-Gesellschaft betriebener Zug der Stadtbahn Karlsruhe zwischen Freudenstadt, Eutingen und Bondorf, der dort den Anschluss an den IC herstellt, mit welchem wiederum die S-Bahn in Herrenberg erreicht werden kann.

### Güterverkehr
Die Gäubahn hat eine steigende Bedeutung im internationalen Güterverkehr, die insbesondere die stark befahrene Rheintalbahn entlastet. Dabei dient sie vor allem als Durchgangsstrecke. Die Güterabfertigungen entlang der Strecke sind inzwischen mit wenigen Ausnahmen, wie z. B. des Gleisanschlusses des Böblinger Industriegebiets Hulb, eingestellt. DB Cargo führt vor allem Züge vom Rangierbahnhof Kornwestheim in Richtung St. Margrethen. Im Güterverkehr umfahren die Züge immer den Stuttgarter Hauptbahnhof. Dies geschah bis in die 1970er Jahre über den Pragtunnel und Stuttgart-West sowie eine Verbindungskurve, seit Eröffnung der S-Bahn Stuttgart 1978 über die Rankbachbahn vom Kornwestheimer Rangierbahnhof über Leonberg nach Böblingen und von dort weiter auf die Gäubahn. Zum Einsatz kommt vor allem die Baureihe 185. Ab November 2014 verkehrten täglich außer Sonntag zweimal Stuttgart 21-Aushubzüge von Stuttgart nach Deißlingen, welche leer nach Stuttgart zurückkehrten.

## Ausbaupläne

### Grundlage
Nach dem 1996 zwischen Deutschland und der Schweiz geschlossenen Vertrag von Lugano soll die Reisezeit zwischen Stuttgart und Zürich auf zweieinviertel Stunden gesenkt werden. Das sollte durch punktuelle Linienverbesserungen und Neigetechnik erreicht werden. Die Maßnahmen auf Schweizer Seite wurden 2014 abgeschlossen. Dabei wurde unter anderem der Abschnitt zwischen Bülach und Schaffhausen für 155 Millionen Schweizer Franken ausgebaut. Laut Angaben der deutschen Bundesregierung von Anfang 2020 seien inzwischen beide Seiten der Auffassung, „dass die damals vereinbarte Zielvorgabe zu ambitioniert“ sei. Ausbauten auf deutscher Seite sind bislang nicht erfolgt.
Das Land Baden-Württemberg meldete den Ausbau und den Bau von Doppelspurabschnitten mit einer Gesamtlänge von 20 km für die Bundesverkehrswegepläne 2003 und 2015/2030 an. Die geschätzten Kosten betrugen 162 Mio. Euro. Ende Oktober 2016 nahm das Bundesverkehrsministerium den Gäubahn-Ausbau in den vordringlichen Bedarf des Bundesverkehrswegeplans auf. Vorgesehen waren Investitionen in Höhe von 550 Mio. Euro. Bei einer Fahrzeitverkürzung von 11 Minuten weist das Projekt ein Nutzen-Kosten-Verhältnis von 2,7 auf.
Anfang 2020 war eine Gesamtkonzeption auf Grundlage zweier Studien in Erarbeitung, die Prämissen der beiden Studien in Harmonisierung. Nach Abschluss der Prämissenharmonisierung soll ein volkswirtschaftlicher Bewertungsprozess des Bundesverkehrsministeriums folgen, auf dessen Grundlage wiederum die Planungen aufgenommen werden sollen. Die Deutsche Bahn kündigte im März 2020 an, bis zum dritten Quartal 2020 vorliegende Studien auswerten zu wollen, um sie dem Bund vorzulegen. Bis Ende 2020 solle demnach ein „wichtiger Schritt“ zu einem Gesamtausbaukonzept gegangen werden. Bis 2028 sollen Grundlagenermittlung und Vorplanung für den Neu- und Ausbau der Gäubahn zwischen Böblingen und der Schweizer Grenze abgeschlossen werden. Baugrunderkundung und -begutachtung sowie Vermessung sollen 2025 beginnen.
Die Strecke ist zudem Teil des TEN-Gesamtnetzes, das bis Ende 2050 ausgebaut werden soll.

### Neigetechnik
Ende der 2010er Jahre war ungeklärt, ob die Strecke künftig mit oder ohne Neigetechnik betrieben werden soll. Während Bund und Deutsche Bahn die Neigetechnik ablehnten, war sie für das Land Baden-Württemberg und das Schweizerische Bundesamt für Verkehr Grundlage für die angestrebten Fahrzeitverkürzungen. Im Juli 2018 teilte Bundesverkehrsminister Andreas Scheuer dem Land Baden-Württemberg mit, dass die Abkehr von der Neigetechnik Voraussetzung für einen weiteren Ausbau sei. Allerdings verkündete das Bundesverkehrsministerium eine Woche später, dass die Neigetechnik bei den geplanten Baumaßnahmen berücksichtigt werde.
Seitens des Landes Baden-Württemberg wird die Neigetechnik befürwortet. Während ohne Neigetechnik für 6 Minuten Fahrzeitverkürzung Investitionen von einer Milliarde Euro erforderlich seien, könnten mit Neigetechnik 19 Minuten (gegenüber Fahrplan 2016) realisiert werden. Im Ergebnis einer vom Land für rund 320.000 Euro beauftragten Untersuchung, mit der ein wirkungsvolles Bündel von Ausbaumaßnahmen im Umfang von 200 bis 250 Millionen Euro gefunden werden sollte, um in einer ersten Stufe eine Reisezeit von 2 Stunden und 30 Minuten (mit Neigetechnik) zu erreichen. Integriert in ein vierstufiges Maßnahmenbündel soll das bei Kosten von 220 Mio. Euro (mit Singener Kurve) oder 285 Mio. Euro (ohne Singener Kurve) möglich sein. Um allerdings die im Vertrag von Lugano angestrebte Fahrzeit von 2 Stunden und 15 Minuten zwischen Stuttgart und Zürich zu erreichen, seien umfassendere Neubaumaßnahmen von mehr als einer Milliarde Euro erforderlich.
Inwieweit künftig Neigetechnik-Züge für den Fernverkehr zur Verfügung stehen, war offen. DB Fernverkehr und SBB hatten wirtschaftliche Vorbehalte. Gespräche über den Einsatz von Neigetechnikzügen waren 2017 im Gang. Das Land Baden-Württemberg kündigte 2018 an, eine eigene Lösung für den Einsatz von Neigetechnik-Zügen zu finden, soweit ein Betreiber für eigenwirtschaftlichen Fernverkehr mit Neigetechnik nicht gefunden werde. Dies könne im Wege einer Nahverkehrsausschreibung oder eines Tarifausgleichs erfolgen. Laut Angaben von Landesverkehrsminister Winfried Hermann von Mitte 2020 sei eine Entscheidung gegen Neigetechnik gefallen.

### Ausbau als Umleitungsstrecke
Am 22. Mai 2019 unterzeichneten der deutsche Bundesverkehrsminister Scheuer und seine Schweizer Amtskollegin Simonetta Sommaruga eine Ministererklärung, die u. a. den Ausbau der Achse Stuttgart–Zürich zur vollwertigen Umleitungsstrecke für die Rheintalbahn vorsieht. Vorgesehen ist u. a. eine Ertüchtigung für großprofilige Container, Wechselbehälter und Sattelaufleger sowie eine Vereinheitlichung von Technik und Betrieb. Ebenfalls soll die Achse mit ETCS ausgerüstet werden. Ein verbindlicher Zeitplan steht noch aus. Noch 2019 sollte eine Leistungsvereinbarung über Grundlagenermittlung und Vorplanung des güterverkehrstauglichen Ausbaus zwischen Stuttgart und der Landesgrenze bei Singen geschlossen werden.
Im Juni 2019 sprachen sich zwölf Wirtschaftsverbände entlang der Achse Stuttgart–Bodensee–Schaffhausen–Zürich für deren unverzüglichen Ausbau aus.

### Stuttgart 21

Gäubahn-Strecke in Stuttgart.
Bestandsstrecke
Ursprüngliche S21-Planung
Pfaffensteigtunnel

Das Projekt Stuttgart 21 sieht vor, den Regional- und Fernverkehr vom Stuttgarter Hauptbahnhof nicht mehr über die Panoramabahn zu führen, sondern über den Fildertunnel zum Flughafen Fernbahnhof und weiter durch den Pfaffensteigtunnel zur bestehenden Strecke. In einer Interimsphase von März 2027 bis frühestens Ende 2032 (Inbetriebnahme des Pfaffensteigtunnels) sollen Züge aus Richtung Horb im Regionalbahnhof Stuttgart-Vaihingen enden.
Bis 2022 sah der Plan vor, anstelle des Pfaffensteigtunnels, die von der S-Bahn genutzte Bahnstrecke Stuttgart-Rohr–Filderstadt für den Regional- und Fernverkehr mitzunutzen und dafür zwei Verbindungskurven zu errichten. Zudem war ursprünglich vorgesehen, die Panoramabahn im Stadtgebiet dauerhaft stillzulegen.

#### Pfaffensteigtunnel
Im Zuge von Untersuchungen für den Deutschlandtakt wurden die Planungen für den Pfaffensteigtunnel entwickelt. Durch ihn soll die Fahrzeit verkürzt werden und ein Mischverkehr mit der S-Bahn vermieden werden. Durch den Pfaffensteigtunnel soll der Fern- und Regionalverkehr auf einer Länge von 13 km von den mit insgesamt zehn S-Bahnen pro Stunde und Richtung befahrenen S-Bahn-Strecken südlich von Stuttgart separiert werden. Damit soll die Fahrzeit für etwa 25.000 Reisende pro Tag um rund sechs Minuten verkürzt werden. Durch den Tunnel soll auch ein im Rahmen des Deutschlandtakts zuvor geplanter oberirdischer Ausbau zwischen Gärtringen und Herrenberg vermieden werden.
Der Pfaffensteigtunnel soll beim Streckenkilometer 22 Richtung Böblingen einfädeln. Die Strecke soll in diesem Zusammenhang zwischen den Streckenkilometern 21 und 24 (Goldberg) umgebaut werden: Für die Einbindung des Tunnels soll sie auf einer Länge von etwa 800 m nach Norden verschwenkt werden und ein Überwerfungsbauwerk entstehen.

#### Ausbauplanungen
Vorgesehen ist ein Ausbau ohne Nutzung von Neigetechnik. Neben dem Pfaffensteigtunnel sind Geschwindigkeitserhöhungen im Abschnitt Herrenberg–Eutingen vorgesehen.
Insgesamt 29 km der 49 km langen Teilstrecke zwischen Goldberg und Horb sollen „in Abschnitten auf bis zu 200 km/h“ ausgebaut werden. Dazu war 2024 die Grundlagenermittlung und Vorplanung im Gang. Der Baubeginn ist in den 2030er Jahren, die Inbetriebnahme in den 2040er Jahren geplant.

#### Anbindung im Interimszeitraum
Am 6. März 2027 soll die Strecke im Bereich des Gäubahnviadukts außer Betrieb genommen werden, um die S-Bahn-Strecke von Stuttgart-Nord auf die neue weitgehend unterirdische Streckenführung über die Station Mittnachtstraße zu verschwenken. Regionalzüge sollen dann bereits in Stuttgart-Vaihingen halten und enden. Der ursprüngliche Zeitplan sah vor, gleichzeitig mit der Eröffnung des neuen Hauptbahnhofs auch die Anbindung der Gäubahn über den Fildertunnel an den neuen Hauptbahnhof fertigzustellen. Die Planung der Anbindung verzögerte sich jedoch, sodass 2019 damit gerechnet wurde, dass Regionalzüge voraussichtlich nicht nur einige Monate, sondern über mindestens drei Jahre in Stuttgart-Vaihingen hätten enden müssen. Durch den inzwischen verfolgten Pfaffensteigtunnel ist eine Unterbrechung von wenigstens fünf Jahren, zwischen 2025 und dessen im Dezember 2032 geplanter Inbetriebnahme absehbar. Laut Angaben von Juli 2025 ist die Abtrennung der Gäubahn für März 2027 vorgesehen, die des Hauptbahnhofs für Juli 2027. Dies führt auch zu erheblichen Erschwernissen für die geplanten ETCS-Inbetriebnahmen.
Die Stadt Stuttgart kündigte im Februar 2018 an, angesichts einer Belastung der Strecke mit einem Zugpaar pro Stunde nicht 100 Millionen Euro in die Ertüchtigung der Strecke zu investieren. Ein progressives Szenario einer 2020 vorgelegten Verkehrsprognose für das Jahr 2030 sieht zur Hauptverkehrszeit eine Verdichtung der Regionalverkehrslinie Horb – Stuttgart-Vaihingen – Nordbahnhof zum Halbstundentakt vor.
Angesichts des langen Zeitraums zwischen der geplanten Außerbetriebnahme der Panoramabahn und der Fertigstellung einer neuen Anbindung über den Flughafen gaben unter anderem Pro Bahn und der Umweltverband BUND ein Gutachten bei dem Juristen Urs Kramer in Auftrag, das prüfen sollte, ob die vorzeitige Außerbetriebnahme zulässig sei. Es kam zu dem Ergebnis, dass für den Streckenabschnitt weiterhin eine Betriebspflicht bestehe, sodass ein Stilllegungsverfahren notwendig wäre. Kurz nachdem das Gutachten im April 2022 vorgestellt wurde, wurde Anfang Juni 2022 bekannt, dass der Stadt Stuttgart bereits seit November 2020 ein Gutachten vorlag, das zu einer ähnlichen Einschätzung kam, jedoch zuvor nicht veröffentlicht wurde.
Im Juni 2023 reichte die Deutsche Umwelthilfe vor dem Verwaltungsgerichtshof Baden-Württemberg eine Klage gegen die Außerbetriebnahme ein, die am 12. Februar 2025 verhandelt werden soll.
Am 12. und 13. Februar 2025 wies das Verwaltungsgericht Stuttgart jeweils eine Klage des Landesnaturschutzverbands Baden-Württemberg und der Deutschen Umwelthilfe gegen die lange Außerbetriebnahme ohne Stilllegungsverfahren weitgehend als unzulässig bzw. als unbegründet zurück. Ein Hilfsantrag des Landesnaturschutzverbands Baden-Württemberg über die teilweise Aufhebung der relevanten Planfeststellungsbeschlüsse sowie die Wiederaufnahme der Planfeststellungsverfahren wurde verwiesen an den Verwaltungsgerichtshof Baden-Württemberg.
Der VCD argumentierte zudem, dass eine Kappung der Gäubahn nicht nötig sei, da der Gäubahn-Damm seit einer Planänderung nicht mehr zwingend weichen müsse.

#### Dauerhafter Erhalt der Panoramabahn
Im Jahr 2001 kaufte die Stadt Stuttgart für 14 Millionen Euro die 38 Hektar große Fläche, auf der die Panoramabahn verläuft.
Der mit der Schlichtung des Projekts Stuttgart 21 betraute Heiner Geißler schlug in seinem Schlichterspruch am 30. November 2010 den Erhalt der Gäubahn und deren Anbindung zum Beispiel über den Bahnhof Feuerbach an den neuen Hauptbahnhof vor. Der Erhalt der Gäubahn und die in diesem Zusammenhang diskutierte Modernisierung sind nicht im Projektbudget von Stuttgart 21 enthalten. Der 2009 beschlossene Regionalplan der Region Stuttgart besagt, „im Zuge des bzw. nach Realisierung des Projekts Stuttgart 21 [solle] zugunsten des regionalen Schienenverkehrs (…), die Gäubahntrasse zwischen Stuttgart-Nord und Stuttgart-Vaihingen in betriebsfähigem Zustand erhalten“ werden. Die im Zuge des Projekts offen gehaltene Option Nordkreuz sieht darüber hinaus vor, den Gäubahnabschnitt für die S-Bahn zu erhalten beziehungsweise zu reaktivieren und im Bereich des Nordbahnhofs mit der S-Bahn in Richtung Feuerbach und Bad Cannstatt zu verknüpfen.
Der Verband Region Stuttgart (VRS) erwägt eine Durchbindung der Schönbuchbahn zur Strohgäubahn über den stillzulegenden Gäubahn-Abschnitt. Damit sei die Sicherung des Streckenabschnitts im Regionalplan gerechtfertigt. Das Ministerium für Verkehr und Infrastruktur erwägt (Stand: 2015), die Gäubahn über den neuen Regionalbahnhof Stuttgart-Vaihingen mit dem Bahnhof Feuerbach zu verbinden. Die Stuttgarter Straßenbahnen (SSB) schlagen Verknüpfungspunkte am Eckhardshaldenweg und Herderplatz (jeweils zur Stadtbahn) und am Westbahnhof (Bus) sowie Vaihingen (Stadtbahn, Bus) vor. Ein Konzept des VCD sieht eine Nutzung der Strecke zwischen Stuttgart-Vaihingen und Hauptbahnhof für eine Stadtbahn vor.
Alle Fraktionen im Verkehrsausschuss des VRS befürworteten im November 2016, die Gäubahn in Stuttgart nach Inbetriebnahme von Stuttgart 21 für den Personenverkehr zu erhalten. Der VRS wird dafür, zusammen mit dem Land Baden-Württemberg und der Stadt Stuttgart, ein Konzept ausarbeiten. Eine gemeinsam beauftragte Studie untersuchte verschiedene Anbindungsmöglichkeiten der Panoramabahn in Richtung Feuerbach, Bad Cannstatt und den neuen Stuttgarter Hauptbahnhof. Auf dieser Grundlage soll ein möglicher Erhalt der Panoramabahn geplant werden. Für die Einbindung der Gäubahn werden fünf verschiedene Varianten untersucht, in diesem Kontext wird auch der Nordzulauf auf Stuttgart sowie ein Regionalverkehrshalt am Bahnhof Feuerbach erwogen. Entsprechende Planungsleistungen wurden im März 2022 vergeben.
Vorgeschlagen wird ein teilweiser Erhalt des Kopfbahnhofs oder ein unterirdischer Kopfbahnhof an selber Stelle. Das Ministerium für Verkehr Baden-Württemberg schlug Mitte 2019 vor, die Gäubahn an einem ergänzenden unterirdischen Kopfbahnhof in Stuttgart enden zu lassen und die Gäubahn dafür teilweise unterirdisch zu führen. Diesen Überlegungen trat die Stadt entgegen. Die Stadt habe ein überragendes Interesse an der schnellen Entwicklung des Rosensteinviertels. Vielmehr seien Interimslösungen, etwa mit Endpunkten in Vaihingen oder am Nordbahnhof, notwendig.
Laut ihrem Koalitionsvertrag will die 2021 ins Amt gekommene grün-schwarze Landesregierung die Panoramabahn erhalten.
In einer am 18. Juli 2022 unterzeichneten gemeinsamen Absichtserklärung bekräftigten Land, DB Netz, VRS und die Landeshauptstadt Stuttgart ihre Absicht, die Panoramabahn über die Inbetriebnahme von Stuttgart 21 hinaus zu erhalten und dafür zu sanieren. Die Beteiligten wollen dazu eine gemeinsame Organisationsstruktur schaffen, die den Streckenabschnitt zum Zeitpunkt der Kappung in ihre Verantwortung übernehmen soll. Ein nichtbundeseigenes Eisenbahninfrastrukturunternehmen soll „frühzeitig“ mit der Betriebsführung der Infrastruktur beauftragt werden. DB Netz werde sich zu 49 Prozent an dieser Organisationsstruktur beteiligen, befristet bis zur Inbetriebnahme der Linienführung über den Flughafen. Der Bund habe eine bis zu 50-prozentige Finanzierung der notwendigen Erhaltungsinvestitionen nach dem Gemeindeverkehrsfinanzierungsgesetz in Aussicht gestellt, über die übrige Finanzierung wollten sich die Beteiligten verständigen. Die Inbetriebnahme soll 2027 erfolgen. Der ursprüngliche Plan, einen Nordhalt nahe dem Nordbahnhof zu errichten, wurde nach einer Kosten-Nutzen-Analyse zurückgestellt.
Langfristig, nach Inbetriebnahme des Pfaffensteigtunnels, werden in verschiedenen Szenarien etwa 10.000 Fahrgäste pro Tag (30-Minuten-Takt) bzw. 20.000 Fahrgäste pro Tag (15-Minuten-Takt) erwartet. Die Erschließungswirkung zusätzlicher Halte entlang des Streckenabschnitts übersteige dabei noch die Wirkung von Durchbindungen zwischen nördlich und südlich gelegenen Städten. Die Sanierungskosten für den Weiterbetrieb wurden 2022 für den Zeitraum bis 2032 mit rund 45 Millionen Euro beziffert und beinhalten insbesondere eine Erneuerung des Oberbaus, dessen Instandhaltung laut DB-Angaben über 2025 hinaus weder technisch noch wirtschaftlich vertretbar sei. In den 2030er und 2040er Jahren sollen, insbesondere für die Sanierung der Tunnel, weitere rund 120 Millionen Euro anfallen. Die laufenden Instandhaltungskosten sollen in der Größenordnung von einer Million Euro pro Jahr liegen und durch Trassenentgelte gedeckt werden können. 2023 wurden Sanierungskosten von 165 Millionen Euro genannt.
In einer Studie von 2021 wurden Varianten mit eingleisigen und weiterhin zweigleisigen Tunneln erwogen. Für die Leit- und Sicherungstechnik wird ein Elektronisches Stellwerk in Stuttgart-West vorgeschlagen. Verschiedene Varianten sehen u. a. teils Ks-Signale mit PZB und teils ETCS vor. Im Juni 2023 kündigte das Land Baden-Württemberg an, eine Integration in den Digitalen Knoten Stuttgart untersuchen zu lassen.
Ein im März 2023 vorgelegtes Konzept zum Ausbau des Bahnknotens Stuttgart bis 2040 sieht ein „Nahverkehrsdreieck“ vor, in dessen Rahmen die Fern- und Regionalgleise zwischen Feuerbach und Bad Cannstatt miteinander verbunden und die Panoramabahn in beiden Richtungen an die jeweiligen S-Bahn-Gleise angebunden werden soll. Ferner sollen entlang der Panoramabahn neue Stationen entstehen. Zwischen Feuerbach bzw. Bad Cannstatt und Vaihingen sollen „S-Bahn-ähnliche Produkte“ angeboten werden. Die Panoramabahn solle im Störfall als „zweite Stammstrecke“ genutzt werden können. Insgesamt bis zu sechs Züge pro Stunde der Ammertalbahn, Schönbuchbahn und Strohgäubahn sollen über die Panoramabahn geführt werden.
Mit der Außerbetriebnahme der Panoramabahn würden bei Störfällen auch Ausweichmöglichkeiten der S-Bahn zwischen Hauptbahnhof und Vaihingen unterbrochen. Mit Inbetriebnahme von Stuttgart 21 werden neue Ausweichmöglichkeiten (S-Bahn oder Regionalverkehr zum Flughafen via Fildertunnel) eröffnet. 2017 wurden an 139 Betriebstagen 679 S-Bahn-Züge über die Panoramabahn geführt, 2018 waren es insgesamt 988 S-Bahnen an 150 Betriebstagen. 2019 waren es, bis 20. August, 3848 Züge an 130 Betriebstagen. Dabei handelt es sich jeweils um die Summe von geplanten und ungeplanten Führungen über den Streckenabschnitt. 2019 wurde eine Vielzahl von Zügen aufgrund von geplanten Bauarbeiten an der Stammstrecke über die Panoramabahn geführt. Im 1. Halbjahr 2019 wurden aufgrund von Sperrungen an der Stammstrecke viermal ein Störfallkonzept ausgerufen. Insgesamt 41 Fahrten wurden dabei außerplanmäßig über Stuttgart Hauptbahnhof (oben) geführt. Laut Angaben der Deutschen Bahn seien im Jahr 2019 insgesamt 250 S-Bahnen aufgrund von Störfällen über die Panoramabahn gefahren, von Januar bis Juli 2020 weitere 150.

#### Planung bis 2022
Die Anbindung der Bahnstrecke Stuttgart–Horb im Rahmen von Stuttgart 21 bildete den Planfeststellungsabschnitt 1.3b. Nach diesem Plan sollten die Züge über die neuzubauende Rohrer Kurve von Horb kommend auf die Bahnstrecke Stuttgart-Rohr–Filderstadt geführt werden. Über diese Strecke wäre der Bahnhof Stuttgart Flughafen/Messe angeschlossen worden, von dem aus die Flughafenkurve zur Schnellfahrstrecke Stuttgart–Wendlingen in Richtung Hauptbahnhof gebaut worden wäre.
Die Führung über den Flughafen hätte nach Angaben von Pro Bahn den Weg um etwa 4,2 Kilometer und die Fahrzeit zwischen Stuttgart Hauptbahnhof und Böblingen im Regionalverkehr um fünf Minuten verlängert. Nach Angaben von DB Netz wären mit dieser Streckenführung „nahezu identische“ Fahrzeiten erreicht worden. Nach einem Gutachten der Berater Vieregg-Rössler wäre durch die Streckenführung eine Fahrzeitverlängerung von rund fünf Minuten zu erwarten gewesen. Das Planungsbüro SMA und Partner stellte hingegen fest, dass es keine fahrplantechnischen Einschränkungen auf der Gäubahn gegeben hätte und es nicht zu Fahrzeitverlängerungen gekommen wäre. Im 2. Gutachterentwurf des Deutschlandtakts waren zwischen Stuttgart Hauptbahnhof und Böblingen mit Halt am Flughafen Reisezeiten von 18 bis 21 Minuten geplant. Dies entsprach dem Niveau im Jahresfahrplan 2023 von 19 bis 25 Minuten (ohne Flughafen-Halt).
Im Rahmen der 1995 vorgelegten Machbarkeitsstudie für das Projekt Stuttgart 21 war auch erwogen worden, die Züge zwischen Horb und Stuttgart über Tübingen und Reutlingen zur Kleinen Wendlinger Kurve zu führen, wobei die S-Bahn bis Horb verlängert werden sollte. In der Abwägung standen den Vorteilen einer besseren Verkehrserschließung (insbesondere von Reutlingen und Tübingen) und der Vermeidung eines Mischbetriebs auf der Flughafen-S-Bahn die Nachteile einer etwa zehn Minuten längeren Fahrzeit und die Kosten für die Elektrifizierung und den zweigleisigen Ausbau zwischen Horb und Tübingen sowie den Ausbau des Bahnhofs Horb entgegen. Eine weitere Variante sah zusätzlich den Bau einer zwölf Kilometer langen Abkürzungsstrecke (beginnend südlich von Tübingen) zum Flughafen vor, um die Fahrzeit zu verkürzen. Beide Varianten sollten im Rahmen einer vertieften Untersuchung abschließend beurteilt werden.
Im Juni 2012 kam es im Rahmen des „Filder-Dialogs S21“, einem Bürgerbeteiligungsverfahren zum Planfeststellungsabschnitt 1.3 von Stuttgart 21 (Filderbereich), zu einer öffentlichen Diskussion, über den Weg, den Züge von der Gäubahn zum geplanten Stuttgarter Tiefbahnhof nehmen sollen. Neben der von der Deutschen Bahn vorgeschlagenen Antragstrasse wurden sechs weitere Varianten in die Diskussion gegeben. Dazu zählten
- eine Variante, mit der Züge weiterhin über Stuttgart-Vaihingen und Stuttgart-Nord zum Hauptbahnhof geführt werden sollten,
- eine großräumige Führung ab Horb über Tübingen, Reutlingen und die Wendlinger Kurve nach Stuttgart
- sowie verschiedene Varianten der Führung über den Flughafen.

Der Planfeststellungsantrag für den Pfa 1.3b sollte dann aufgegeben werden, wenn der Planfeststellungsantrag für den Pfaffensteigtunnel eingereicht wurde.

### Betrieb
Seit 2008 gaben die Landkreise Calw und Böblingen mehrere Studien in Auftrag, die eine Verlängerung der S1 über Herrenberg hinaus bis Eutingen und Nagold prüfen und bewerten. Im Juli 2011 wurde in beiden Kreistagen eine Machbarkeitsstudie vorgestellt, welche zu einer positiven Einschätzung kommt.

#### Weiterentwicklung des Fernverkehrs
Ab Ende 2015 sollte das Fahrplankonzept umgestellt werden, um in Stuttgart und Zürich bessere Anschlüsse herzustellen. Das zweistündige Zugangebot bleibt dabei zunächst erhalten.
Seit Dezember 2017 fahren Intercity-Züge der Linie 87 zwischen 5 und 22 Uhr auf der Gäubahn im Stundentakt. Das Verkehrsangebot ist auf 15 Zugpaare pro Tag verdoppelt. Zusammen mit Regionalzügen ergibt sich damit ein Halbstundentakt zwischen Stuttgart und Horb. Die Unentgeltliche Beförderung für Schwerbehinderte ist auch in den hier verkehrenden Fernzügen gegeben. Außerdem musste ein höhenfreier Bahnsteigzugang in Bondorf hergestellt werden. Im stündlichen Wechsel sollen dabei ein Intercity (mit Zwischenhalt in Böblingen) und ein Fernverkehrszug verkehren, der an die Stelle des bisher zweistündlich verkehrenden Regionalexpress-Angebots tritt. Im Zuge des so genannten Interimsfahrplans soll die Zeit bis zur Inbetriebnahme von Stuttgart 21 überbrückt werden. Darüber hinaus sind nachmittags zwei zusätzliche Regionalzüge von Stuttgart nach Horb vorgesehen. Ab Ende 2018 sollte diese Linie über Schwäbisch Hall nach Nürnberg verlängert werden, doch dazu kam es nicht.
Das Land Baden-Württemberg zahlt der Deutschen Bahn einen Ausgleich, damit letztgenannte Züge mit Fahrscheinen des Regionalverkehrs genutzt werden können. Der zu Grunde liegende, bis 2025 laufende Verkehrsvertrag wurde am 6. Februar 2014 in Böblingen unterzeichnet. Die Höhe des Ausgleichs steht unter Verschluss.

#### Neuvergabe des Regionalverkehrs
Der dem Regionalverkehr von Stuttgart über Freudenstadt nach Konstanz zu Grunde liegende Verkehrsvertrag zwischen Land und DB Regio endete 2016. Der Nachfolgevertrag wurde Ende Dezember 2014 ausgeschrieben. Er hatte das Netz Gäu-Murr zum Gegenstand, eines von insgesamt 15 Regionalverkehrsnetzen in Baden-Württemberg. Es umfasst den Verkehr von Stuttgart über Herrenberg, Eutingen, Freudenstadt/Horb bis Rottweil sowie von Stuttgart über Murrhardt, Schwäbisch Hall und Crailsheim bis Nürnberg. Das Vergabenetz 3b umfasst 2,1 Millionen Zugkilometer pro Jahr. Darin sind unter anderem die Metropolexpress-Linien von Horb über Stuttgart nach Schwäbisch Hall und Crailsheim enthalten.
Es gingen sechs Gebote ein. Im August 2015 wurde die Vergabe des Netzes an die Deutsche Bahn bekanntgegeben. Der Vertrag läuft bis 2025. Der Landesbeitrag pro Zugkilometer sinkt, gegenüber dem „Großen Verkehrsvertrag“ von 2003, von 11,69 auf 8,22 Euro je Zugkilometer.
Als Fahrzeuge wurden im September 2015 vierteilige Talent-2-Triebzüge mit je 215 Sitzplätzen bestellt, und vom Hersteller Bombardier Transportation pünktlich bis September 2017 geliefert. Im Oktober 2017 fanden Testfahrten mit Passagieren statt, im Dezember 2017 startete der reguläre Betrieb. Die Fahrzeuge verkehren in einem speziellen Landesdesign. Sie verfügen unter anderem über 30 Fahrradstellplätze, Steckdosen und drahtlosen Internetzugang und Mobilfunkverstärker. DB Regio nutzt das Baden-Württemberg-Modell der Fahrzeugfinanzierung, bei dem die Fahrzeuge erworben, an das Land veräußert und zurückgeleast werden.
Im Zuge einer Kompromisslösung für ein drittes Gleis am Bahnhof Stuttgart Flughafen/Messe kündigte das Land im März 2015 an, einen Halbstundentakt auf der Gäubahn einzurichten. Ein solcher Halbstundentakt ist auch im Zielkonzept für den Schienenpersonennahverkehr 2025 des Landes vorgesehen. Die Taktverdichtung soll laut einem Pressebericht etwa 30 Millionen Euro kosten und von 2025 an erfolgen. Metropolexpress-Züge sollen halbstündlich zwischen Stuttgart und Horb sowie stündlich zwischen Stuttgart und Rottweil/Singen verkehren.

#### Weitere S-Bahn-Angebotsverbesserungen
Am 29. Januar 2018 beschloss der Verkehrsausschuss des Verbands Region Stuttgart eine Untersuchung zu einer durchgehenden Ausweitung des Viertelstundentakt auf S-Bahn-Außenästen, u. a. zwischen Böblingen und Herrenberg. Neben der grundsätzlichen verkehrlichen Wirkung sollen auch Infrastrukturanpassungen und Fahrzeugmehrbedarfe herausgearbeitet werden.
Mit zusätzlichen Fahrzeugen und ETCS soll das S-Bahn-Zugangebot zwischen Stuttgart und Böblingen von heute vier auf sechs Züge erhöht werden. Voraussetzung dafür ist die im Januar 2019 beschlossene Einführung von ETCS im Kernnetz der S-Bahn Stuttgart und die Beschaffung zusätzlicher Fahrzeuge.
In Ehningen soll ein (möglichst mittiges) S-Bahn-Wendegleis entstehen. Im Dezember 2021 war dazu die Klärung betrieblicher und verkehrlicher Randbedingungen im Gang. Im gleichen Monat wurden Vermessungs- und Planungsleistungen ausgeschrieben. 2022 folgte die Ausschreibung zur Planung der Leit- und Sicherungstechnik. Das westliche Streckengleis (Richtung Herrenberg) soll zu einem mittigen, mit mindestens 80 km/h befahrbaren Überholgleis umgebaut werden. An einem neuen, dritten Gleis, auf der Westseite soll ein Außenbahnsteig mit 205 m Nutzlänge entstehen. Im Rahmen der Vorplanung, die im Mai 2024 abgeschlossen werden soll, erwies sich das Vorhaben als aufwendiger als zunächst gedacht. Eine vorläufige Kostenschätzung (zum Preisstand 2023) geht von Kosten in Höhe von 42 Millionen Euro aus. Der Verkehrsausschuss des VRS beschloss im November 2023, zunächst zu prüfen, ob S-Bahnen – wie im Zielfahrplan des Deutschlandtakts vorgesehen – bis Herrenberg geführt werden können und der Ausbau in Ehningen damit entfallen könnte. Die Ergebnisse einer entsprechenden Untersuchung werden Ende 2024[veraltet] erwartet.
Ein progressives Szenario einer 2020 vorgelegten Verkehrsprognose für das Jahr 2030 sieht eine Verlängerung der S1 von Herrenberg nach Bondorf sowie der S5 von der Schwabstraße bis Ehningen mit jeweils zwei Zügen pro Stunde vor.
Der VRS-Verkehrsausschuss lehnte im März 2022 ab, die Taktlücken zwischen Böblingen und Herrenberg mit weiteren S-Bahnen (unter Auslassung aller Zwischenhalte) zu füllen.

#### Digitaler Knoten Stuttgart
Der Abschnitt zwischen Stuttgart und Herrenberg soll bis 2030 in den Digitalen Knoten Stuttgart integriert und dabei mit Digitalen Stellwerken, ETCS und automatisiertem Fahrbetrieb ausgerüstet werden. Bis Goldberg ist dabei eine Ausrüstung mit ETCS Level 2 „mit Signalen“ geplant (Stand: Mai 2019). Die Inbetriebnahme von ETCS (in der Ausprägung Level 2 mit Signalen) ist in diesem Bereich inzwischen für Juli 2027 vorgesehen. Der Abschnitt zwischen der zukünftigen Einbindung des Pfaffensteigtunnels und dem Raum Herrenberg ist dabei Teil des Planbereichs 1 (Böblingen), dessen Baubeginn 2027 und dessen Inbetriebnahme für 2030 geplant ist.

#### Sonstiges
Im September 2021 beantragte die DB eine Bahnsteigerneuerung und -erhöhung in Gäufelden. Die Bauarbeiten begannen im März 2024. Sie sollen, einschließlich weiterer Maßnahmen, bis Herbst 2025 abgeschlossen werden.